# Onze-Lieve-Vrouwebasiliek (Tongeren)
De Onze-Lieve-Vrouwebasiliek is een kerk in de Belgische stad Tongeren. Het is de grootste kerk van deze stad in het uiterste zuiden van de Belgische provincie Limburg. De kerk kent een zeer lange geschiedenis. De huidige benaming van deze kerk is de Onze-Lieve-Vrouw-Geboortebasiliek. Het bouwwerk staat op de werelderfgoedlijst van UNESCO als onderdeel van de groepsinschrijving Belforten in België en Frankrijk. Bij de basiliek hoort het Teseum, met de archeologische site en de kerkschatten.

## Statuut van de kerk
Niet iedere kerk heeft eenzelfde statuut. Zo is een kathedraal een kerk waarin een bisschopszetel is gevestigd. Een basiliek is een kerk die een verheven status krijgt van de paus. Doorheen de geschiedenis heeft de basiliek verschillende statuten gekend.

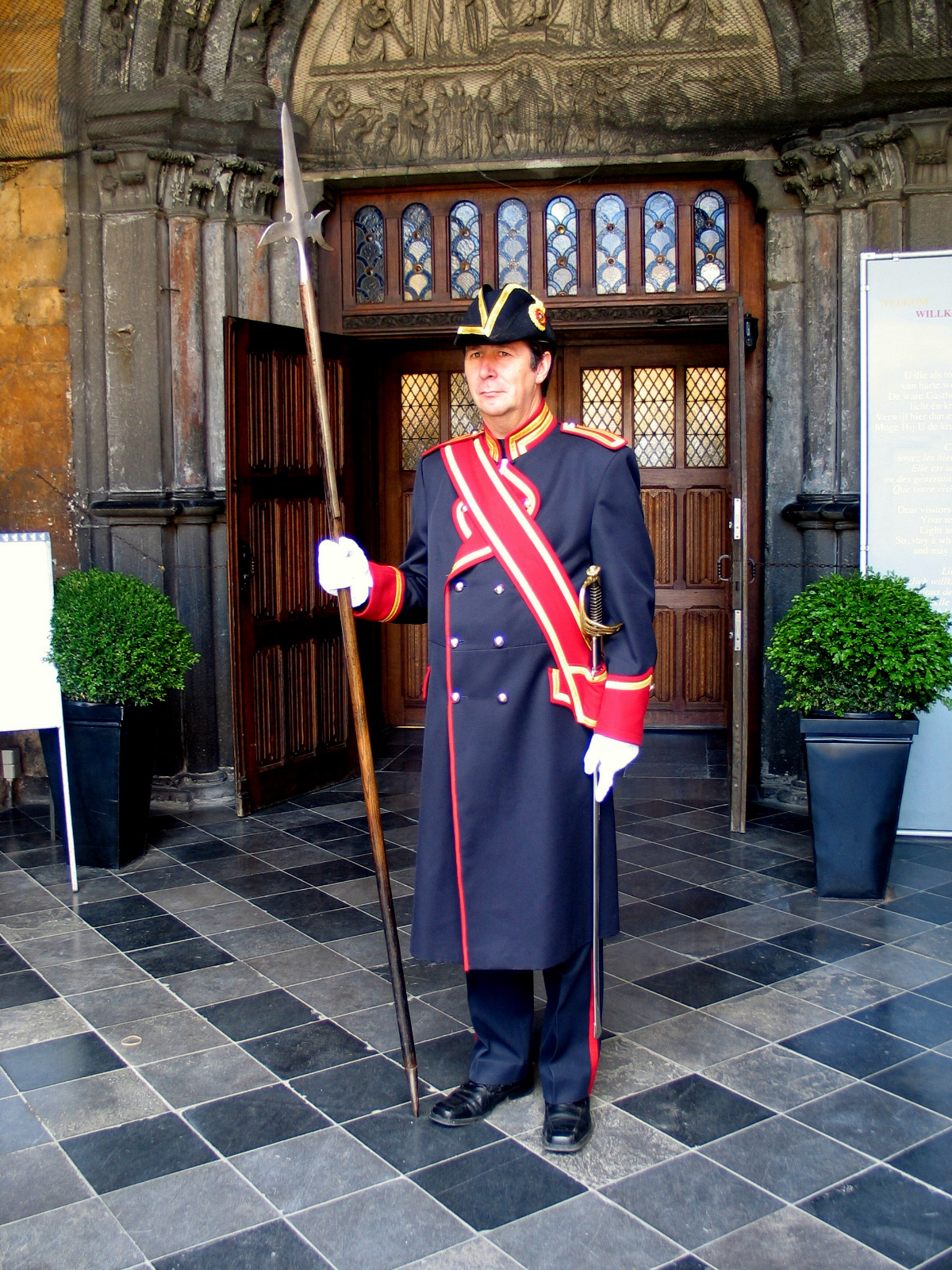
De kerkbaljuw, lokaal pikman genoemd

De Onze-Lieve-Vrouwekerk was lange tijd een zogenaamde kapittelkerk, aangezien ze bestuurd werd door een kapittel, een kerkelijke instelling onder leiding van een deken. Wanneer precies een kapittel aan de Onze-Lieve-Vrouwekerk verbonden werd, is niet duidelijk. Sommige bronnen beweren dat dit gebeurde in 804 bij de wijding van de kerk door Karel de Grote en paus Leo III. Maar de oorkonde die dit bevestigt, is een vervalsing. Hierover bestaat dus nog grote twijfel. Met zekerheid kunnen we zeggen dat het oprichten van het kapittel vóór 967 gebeurde, omdat we over een geschreven bron van dat jaar beschikken waarin het kapittel vermeld wordt. Bovendien heeft men sterke argumenten die duidelijk maken dat het kapittel gevlucht is in 881 bij de inval van de Vikingen in de regio. Men kan dus zeker die datum naar voren schuiven als oprichtingsdatum van het kapittel. In 1797 werd het kapittel afgeschaft door het Franse bestuur dat een volledige hervorming van de kerkelijke instellingen doorvoerde. Tussen die twee jaartallen was de kerk dus met zekerheid een kapittelkerk.
De kerk heeft ook een tijdje een bisschopszetel gehad. De eerste bisschop zou Sint-Maternus geweest moeten zijn, maar daarvan zijn geen overtuigende bewijzen teruggevonden. Er kan bovendien achter al de namen die als bisschop in Tongeren zetelden een vraagteken geplaatst worden. De bronnen zijn niet eenduidig en zeker niet betrouwbaar. Alleen over bisschop Servatius (+384) zijn er geschriften waarop hij met zekerheid als bisschop van de Tungri benoemd wordt. Aan hem wordt eveneens toegeschreven dat hij in Tongeren de eerste aan Maria toegewijde kerk boven de Alpen oprichtte. De bisschopszetel zou echter - met een hoge waarschijnlijkheid in de late vierde eeuw - naar Maastricht zijn verhuisd. Ook hier is er onzekerheid over de namen tot in de zesde eeuw. Vanaf dan worden de bronnen betrouwbaarder. Omstreeks 750 verhuist de zetel naar Luik. De titel en benaming "bisschop van Tongeren" blijft echter nog in gebruik tot ver in de tiende eeuw, hoewel de bisschoppen daar feitelijk niet (meer) zetelden. Wel hadden de bisschoppen nog een ambtswoning in Tongeren. Bovendien kan men vermoeden dat de aanwezigheid van een kapittel in Tongeren bewijst dat de bisschop, minstens zo nu en dan, wel degelijk in de stad verbleef.
De kerk verwierf ten slotte de status van basiliek. Dit is een erkenning die door de paus wordt toegekend op basis van een speciale verdienste. In Tongeren speelde zeker mee dat de kerk een populair bedevaartsoord was. De Onze-Lieve-Vrouwekerk werd een basiliek op 20 februari 1931 door een erkenning van paus Pius XI.

## Geschiedenis van de kerk
Er zijn bronnen die beweren dat de kerk groeide uit een kapel die door Sint-Maternus werd opgericht in de vroege vierde eeuw. De archeologische opgravingen van de laatste jaren spreken dit vermoeden tegen. De oudste restanten die men op die plaats terugvond, waren afkomstig van Romeinse paalwoningen uit de eerste en tweede eeuw. Het eerste stenen gebouw op de site zou een Romeins badhuis zijn uit de derde eeuw. Evenwel werden bij recente opgravingen in 2008 restanten gevonden van een Romeinse basilica met apsis uit de vierde eeuw. Deze ruimte werd mogelijk gebruikt als gebedsruimte. Dit was de periode dat Sint-Servaas als Servatio Tungrorum episcopus vermeld wordt op de presentielijsten van de concilies van Keulen (346) en Rimini (359). Op de grondvesten van deze basilica werden in de loop der eeuwen zeven kerken gebouwd of verbouwd. Het huidige dienstaltaar van de O.-L.-Vrouw Geboortebasiliek staat nog boven de apsis uit de periode van Servatius. Archeologen beschrijven in de apsis ook het bestaan van een 'mysterieus monumentje' dat vele eeuwen vereerd is gebleven.

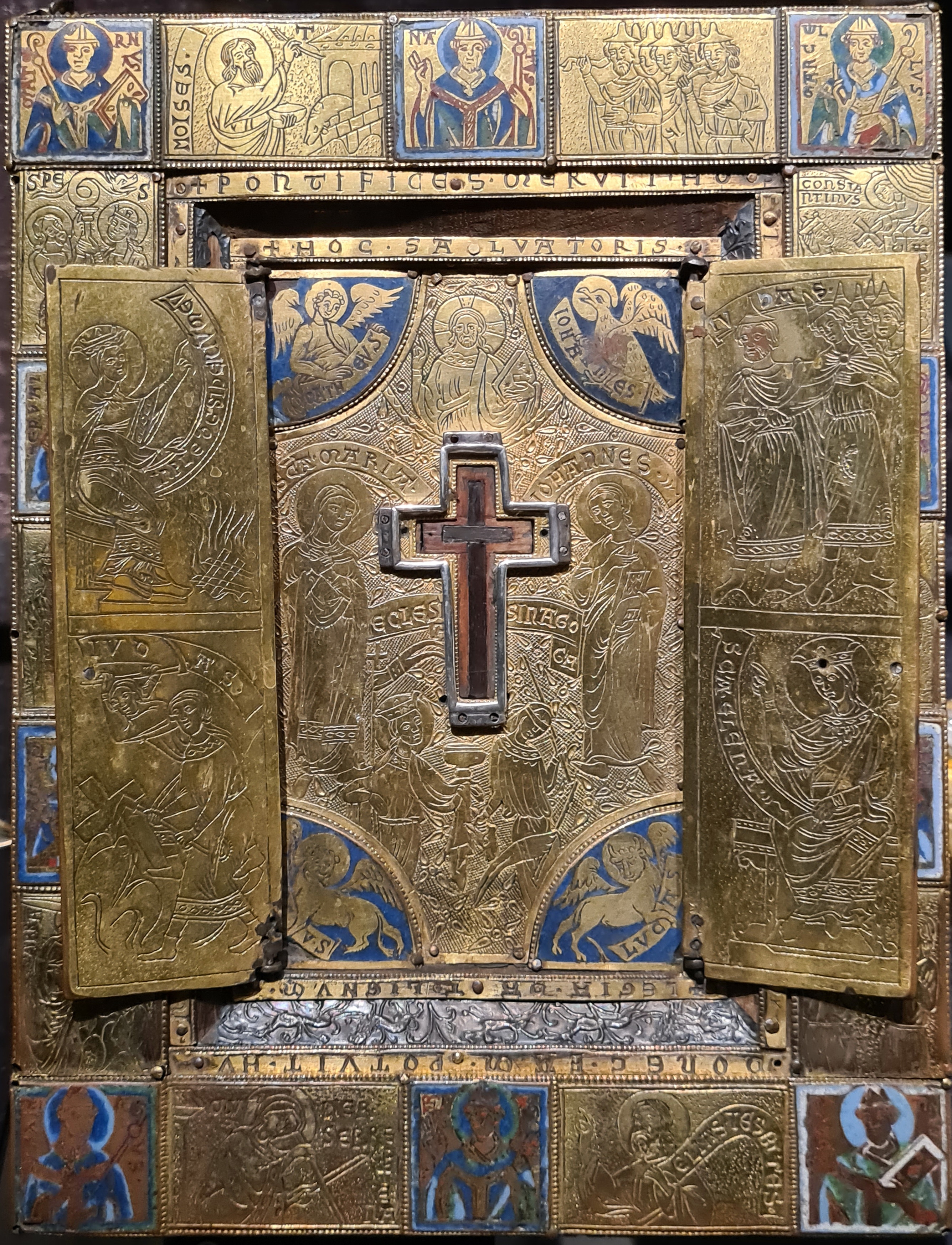
Maaslandse kruisreliekhouder, ca. 1200

De volgende kerk die op de plaats werd teruggevonden was gebouwd in het midden van de zesde eeuw. Dit was een zeer eenvoudig, eenbeukig gebouw dat aangehecht werd aan de reeds bestaande Romeinse apsis apsis aan de oostzijde van het gebouw. De daaropvolgende kerk die men terugvond was negende-eeuws. Dit was mogelijk de eerste kapittelkerk. Rond deze kerk werd een muur gebouwd ter bescherming tegen plundertochten. Rond 1100 wordt dan een nieuwe kerk in romaanse stijl gebouwd. Tegelijk bouwde men ook een nieuwe, grotere muur die de belangrijkste gebouwen in het centrum van de stad beschermde, omdat de conflicten in de regio een hoogtepunt bereikten.

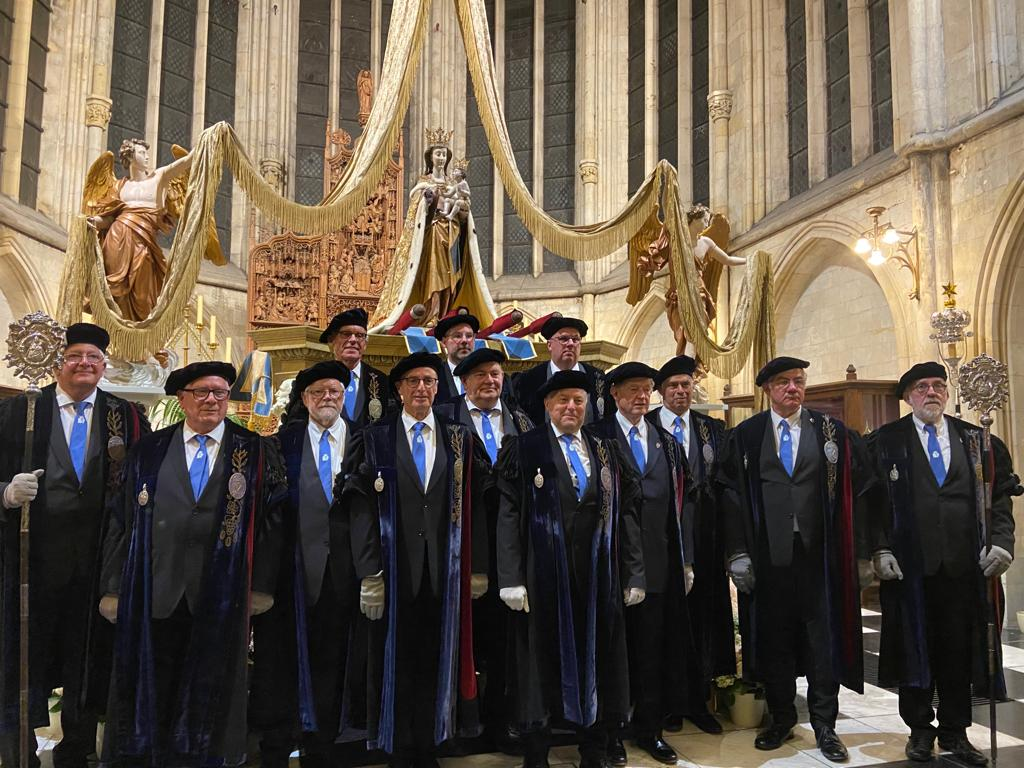
Leden van het aartsbroederschap van Onze-Lieve-Vrouw van Tongeren voor het genadebeeld Causa Nostrae Laetitiae tijdens de kroningsfeesten van 2023

Met de bouw van de huidige kerk startte men in 1240, nadat de romaanse kerk in 1179 ernstig was beschadigd door een stadsbrand, die het gevolg was van een conflict tussen prins-bisschop Rudolf van Zähringen en graaf Gerard van Loon. Bij die brand werd ook de residentie van de bisschop van Luik verwoest. De bouw van de gotische kerk duurde tot 1536. De toren begon men pas te bouwen in 1442. Deze werd voltooid in 1541, hoewel de spits pas in 1544 werd afgewerkt. De kerk wordt gezien als een hoogtepunt van de Maasgotiek.
De toren en de kerk hebben tal van rampen meegemaakt. In 1598 brandde de toren voor het eerst uit. Maar vooral de Grote Brand van Tongeren in 1677 had catastrofale gevolgen. Meermaals zijn de kerk en de toren - inzonderheid de spits - opnieuw ontworpen of geconstrueerd, hetzij omdat er niet voldoende geld was om het ontwerp te verwezenlijken, hetzij omdat de constructie door een storm of brand werd vernield. Uiteindelijk is er geen echte spits op de toren gekomen, omdat er geen geld meer was. Vandaar ook het wat zware, bombastische aanzien van de toren.
Van 1846 tot 1859 vond onder leiding van Joseph Jonas Dumont een eerste grote restauratiecampagne plaats. Zowel buiten als binnen werden delen van het muurwerk vervangen. Het zuidportaal werd herbouwd in neogotische stijl, nadat het aangrenzende, in de weg staande kapittelhuis was ingekort en van een nieuwe voorgevel was voorzien.
In 1967 begon een nieuwe restauratiecampagne, die naar verwachting pas in 2026 zal zijn afgerond. Tussen 1999 en 2008 werden archeologische opgravingen uitgevoerd, waarbij talrijke vondsten, van belang voor de geschiedenis van de basiliek en de stad Tongeren, aan het licht kwamen. Om de opgravingssite te conserveren en toegankelijk te maken werd de basiliek volledig onderkelderd. De talrijke Romeinse overblijfselen, waaronder de vermoedelijke laat-Romeinse kerk van Servatius, zijn thans, tezamen met de rijke kerkschat van de basiliek, in het Teseum te bezoeken.

## Beschrijving kerk

### Exterieur
De Onze-Lieve-Vrouwebasiliek is een driebeukige kruisbasiliek met een koor, een dwarsschip en een vierkante westtoren. De toren meet 55,55 meter. Er zijn drie kerkportalen, een in de toren en twee aan de uiteinden van de transeptarmen. Het torenportaal is vrij eenvoudig. Het laatgotische noordportaal is rijk gebeeldhouwd met onder andere een voorstelling van de opwekking van Lazarus. Het zuidportaal is neogotisch en werd in 1873-1874 gebouwd naar het voorbeeld van het noordportaal, met dien verstande dat de voorstellingen in het boogveld typisch negentiende-eeuws zijn, namelijk de verheerlijking van Sint-Maternus en de dood van Maria. Het koor is deels dertiende, deels veertiende-eeuws.

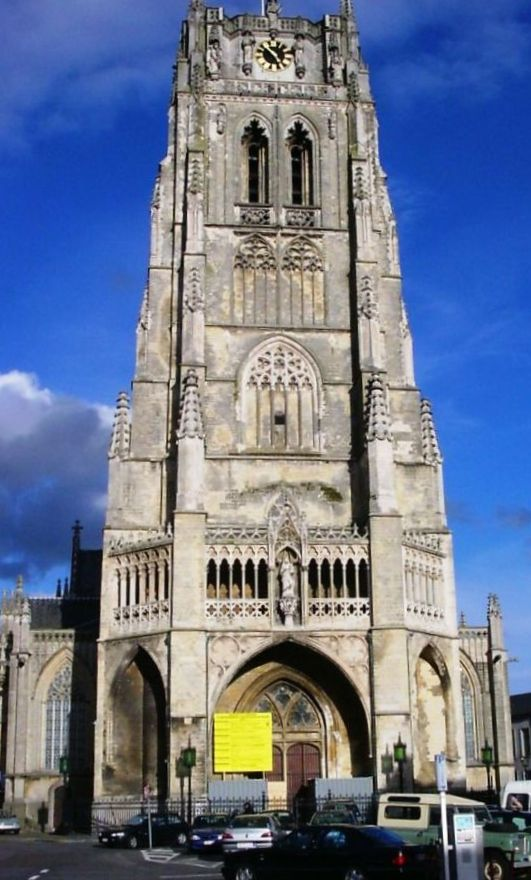
Toren van de basiliek
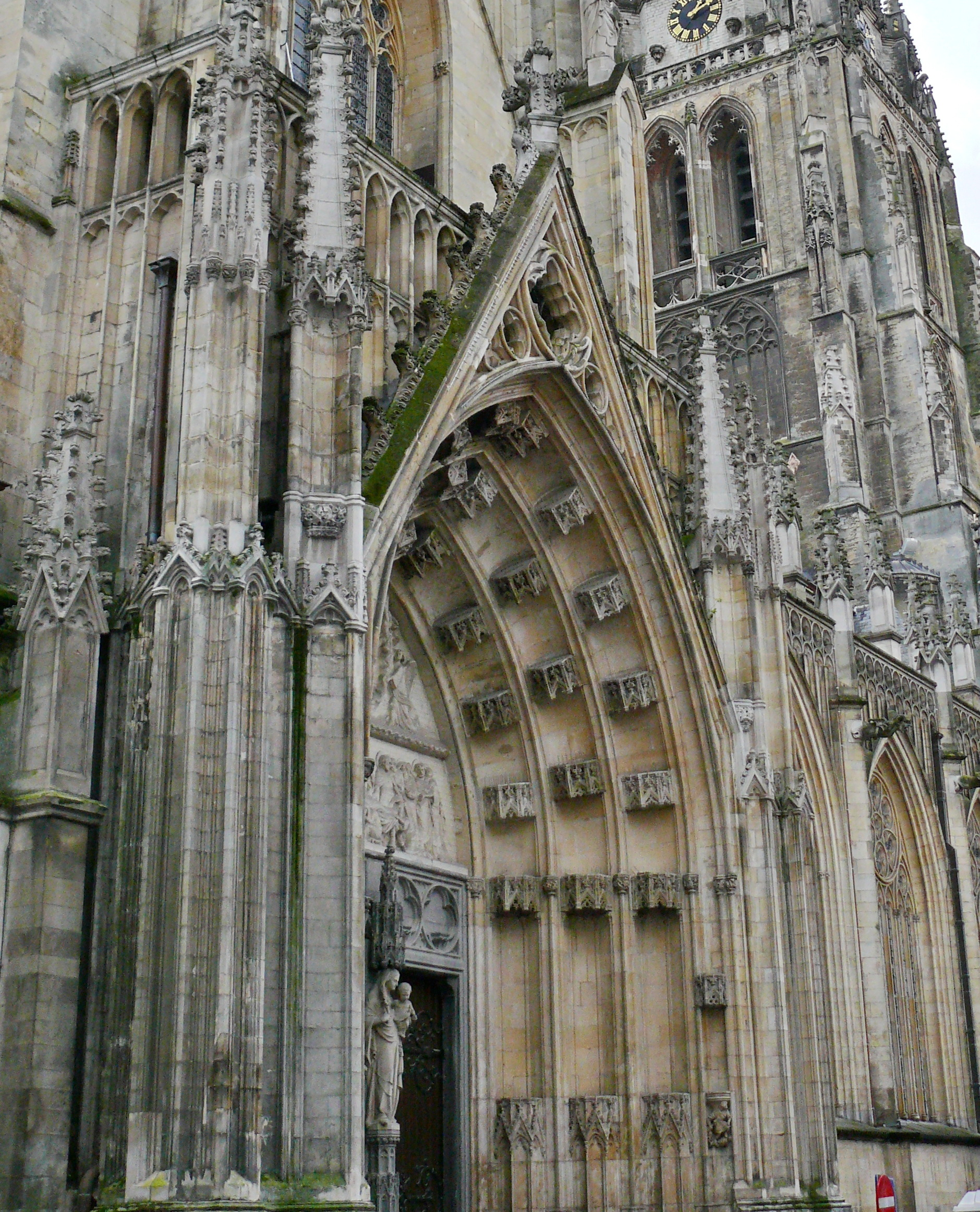
Noordportaal
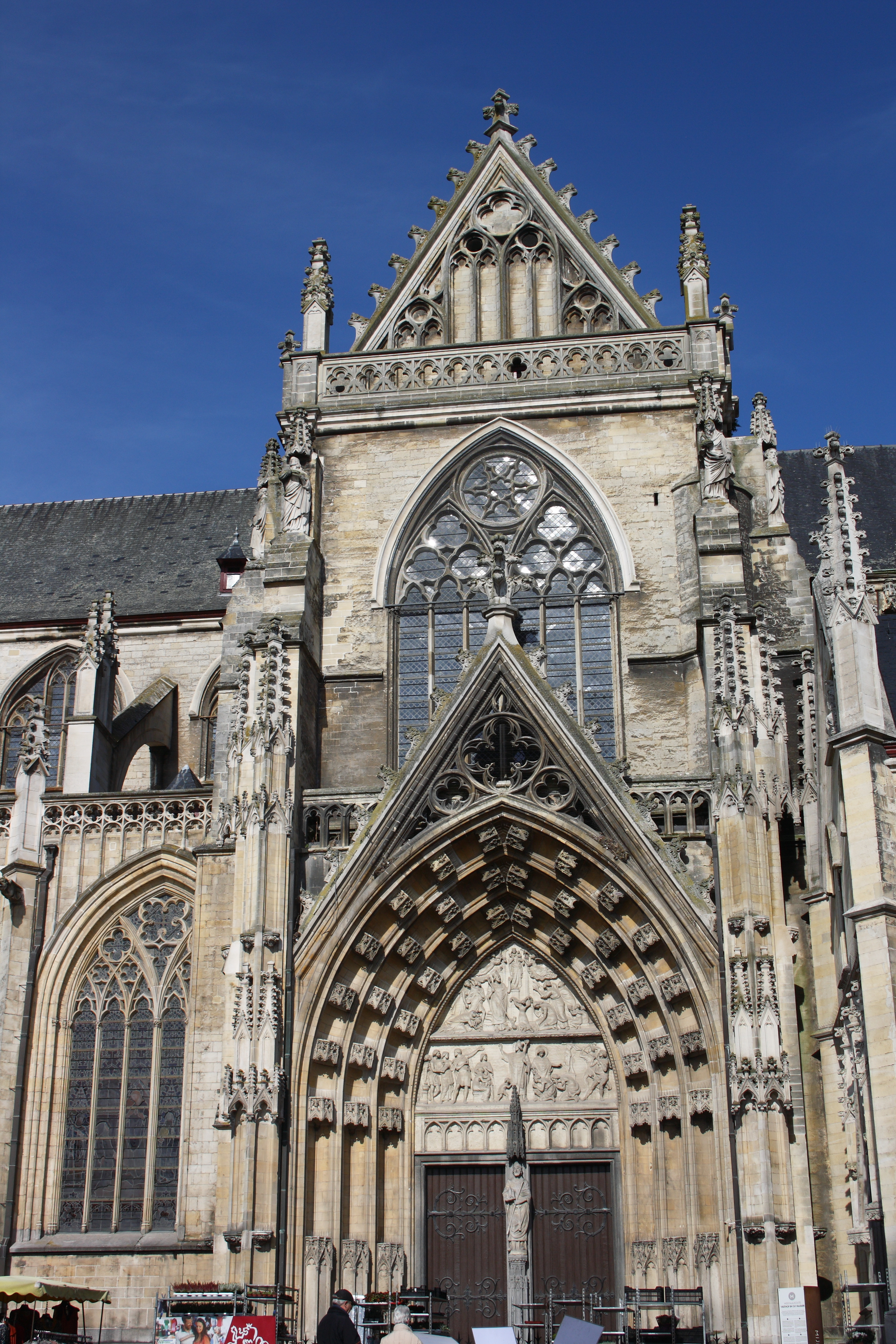
Dwarsschip en zuidportaal
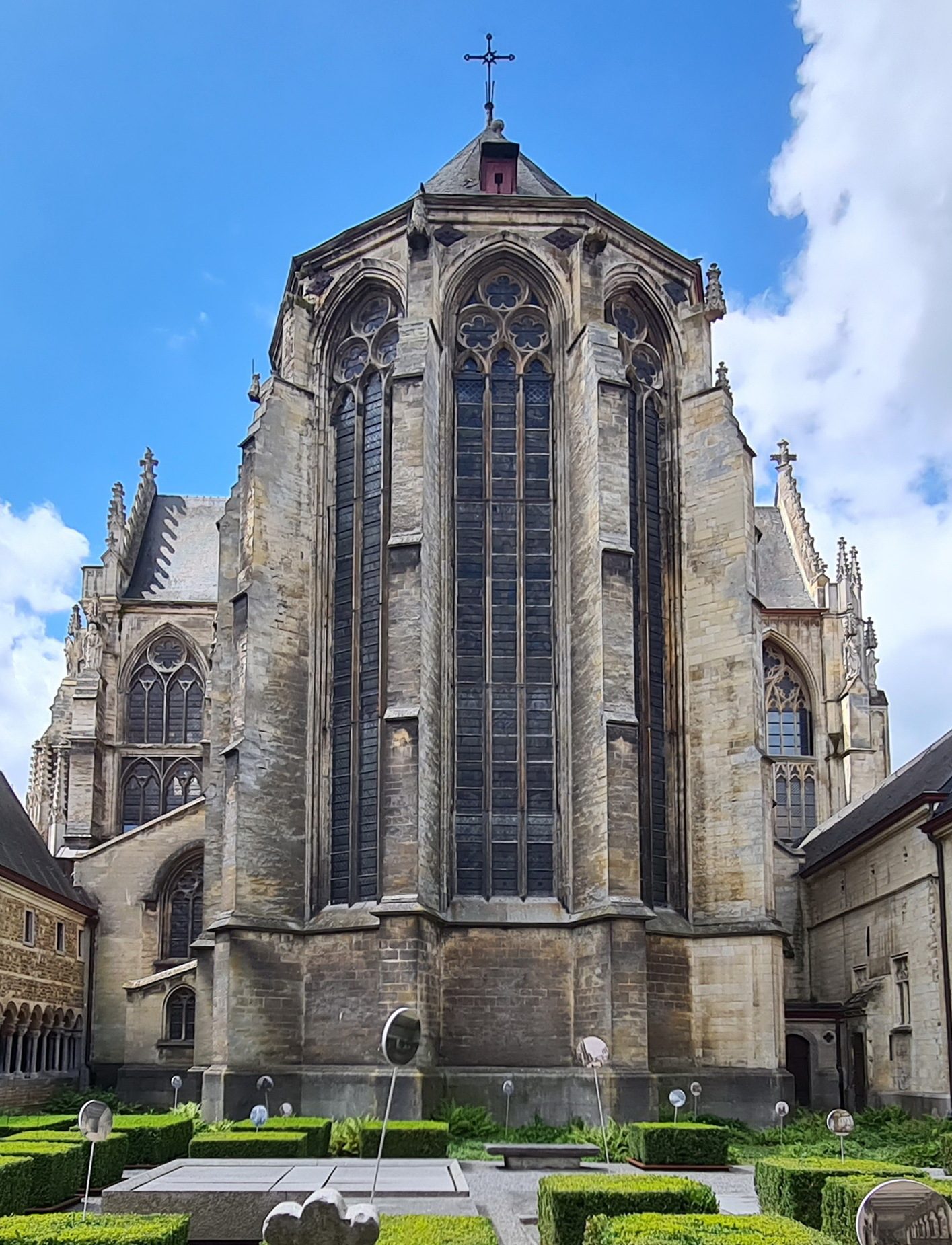
Koor

### Interieur

#### Architectonische opbouw
De Onze-Lieve-Vrouwebasiliek heeft een driebeukig schip van zes traveeën met aan weerszijden een rij zijkapellen en een koor van drie traveeën met een vijfzijdige koorsluiting. Het priesterkoor is extra lang omdat de kapittelkerk extra ruimte moest bieden aan de kanunniken en andere geestelijken. Koor, schip en dwarsschip zijn voorzien van kruisribgewelven; de koorsluiting heeft een straalgewelf. Het schip en de zijbeuken worden van elkaar gescheiden door een spitsboogarcade, die op zuilen steunt, deels ronde zuilen opgebouwd uit mergelblokken, meer naar het westen bundelpijlers. Deze laatste hebben ook rijker versierde bladkapitelen. Boven de spitsboogarcade bevindt zich een triforium met hardstenen zuiltjes, dat doorloopt over de wanden van het transept en de koortraveeën.

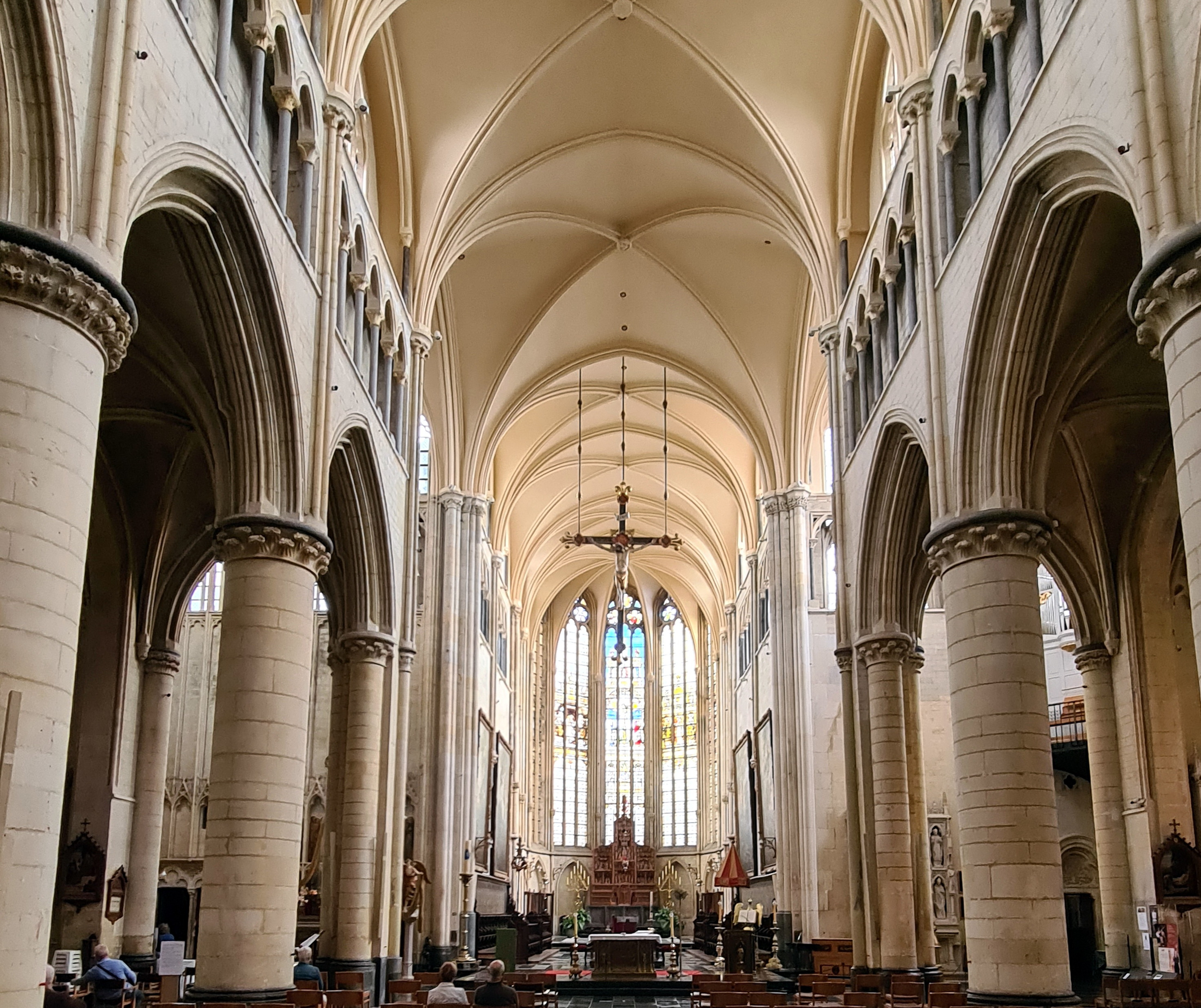
Gezicht naar het koor
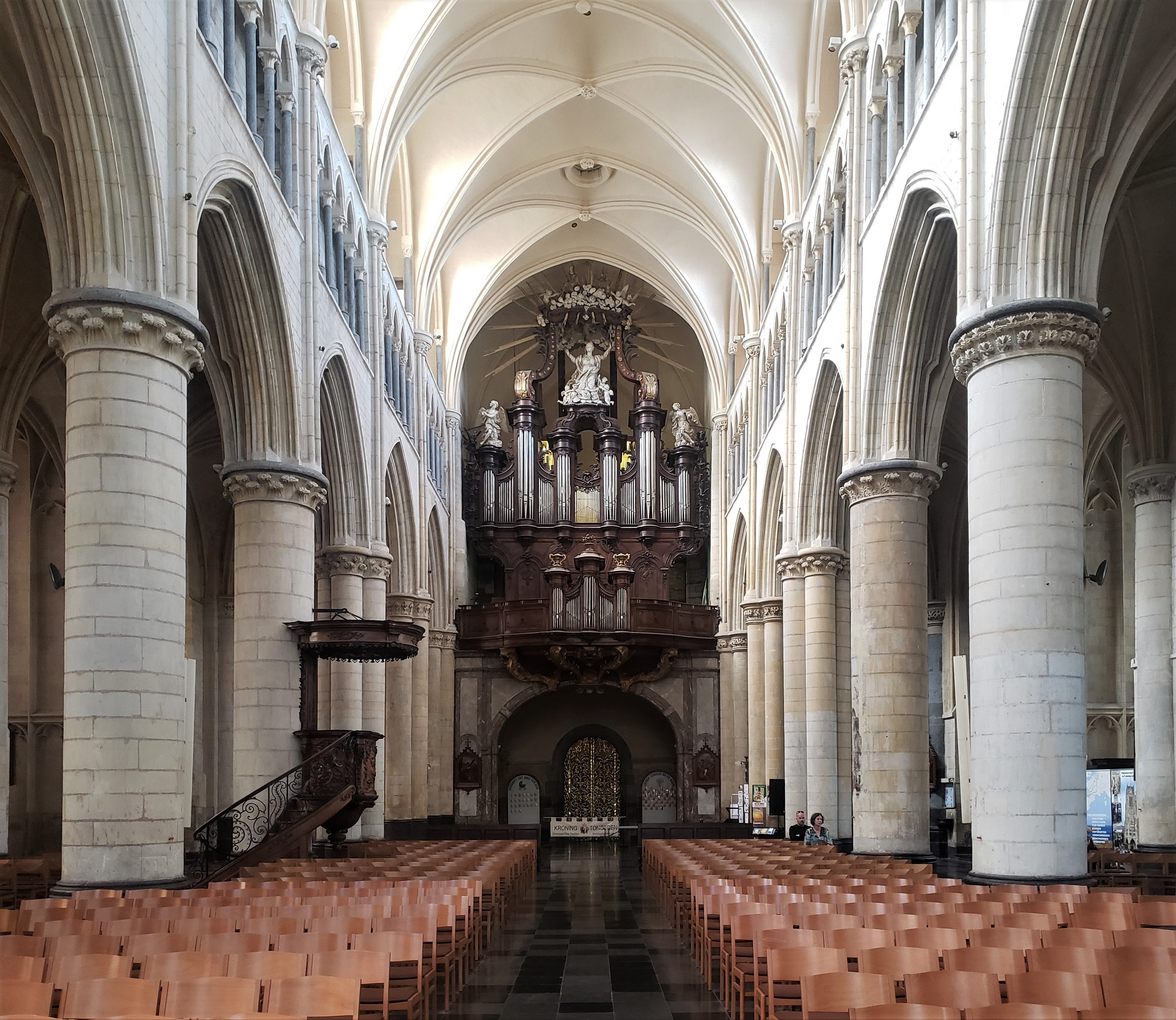
Gezicht naar het orgel
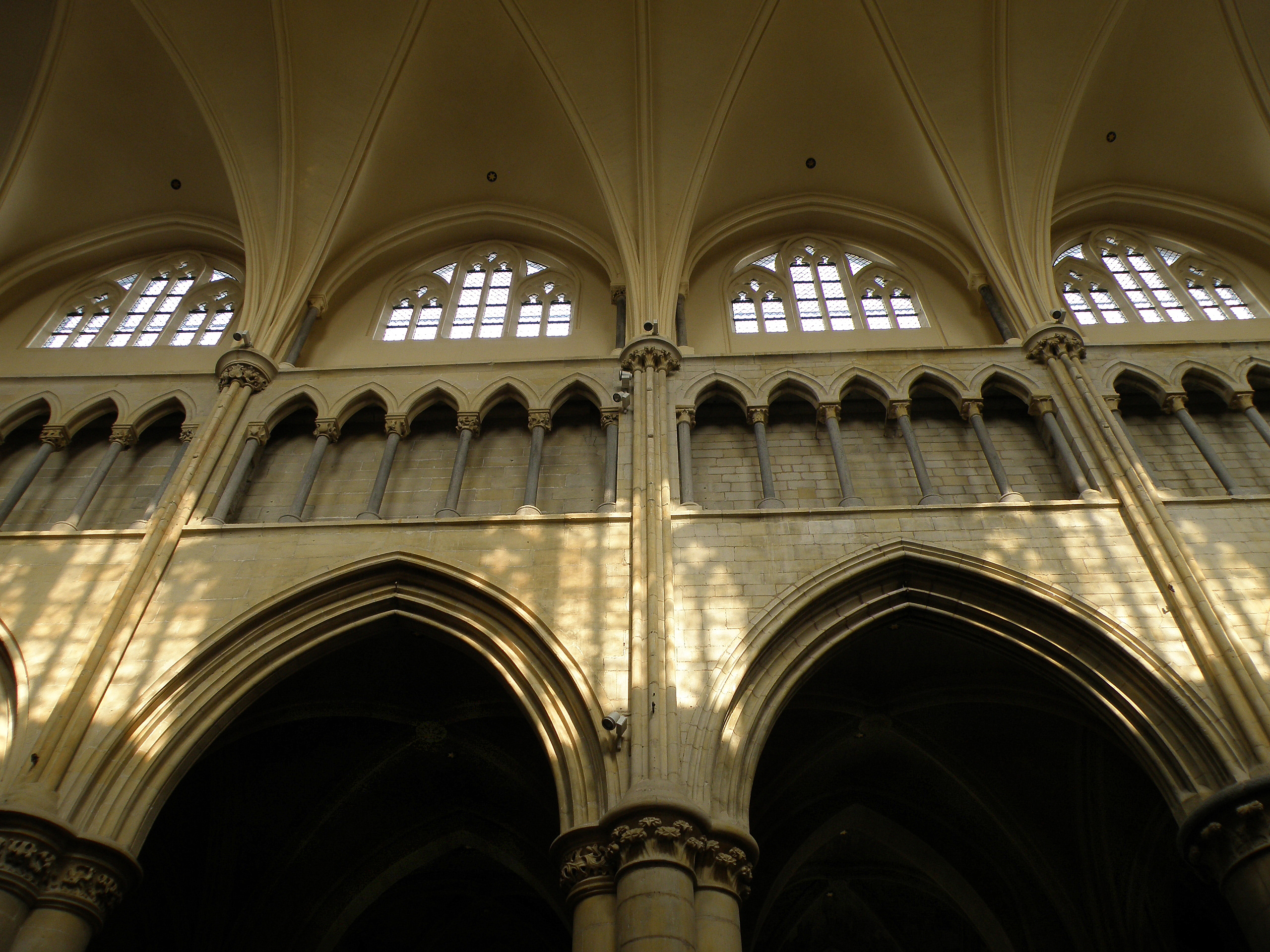
Triforium in het schip
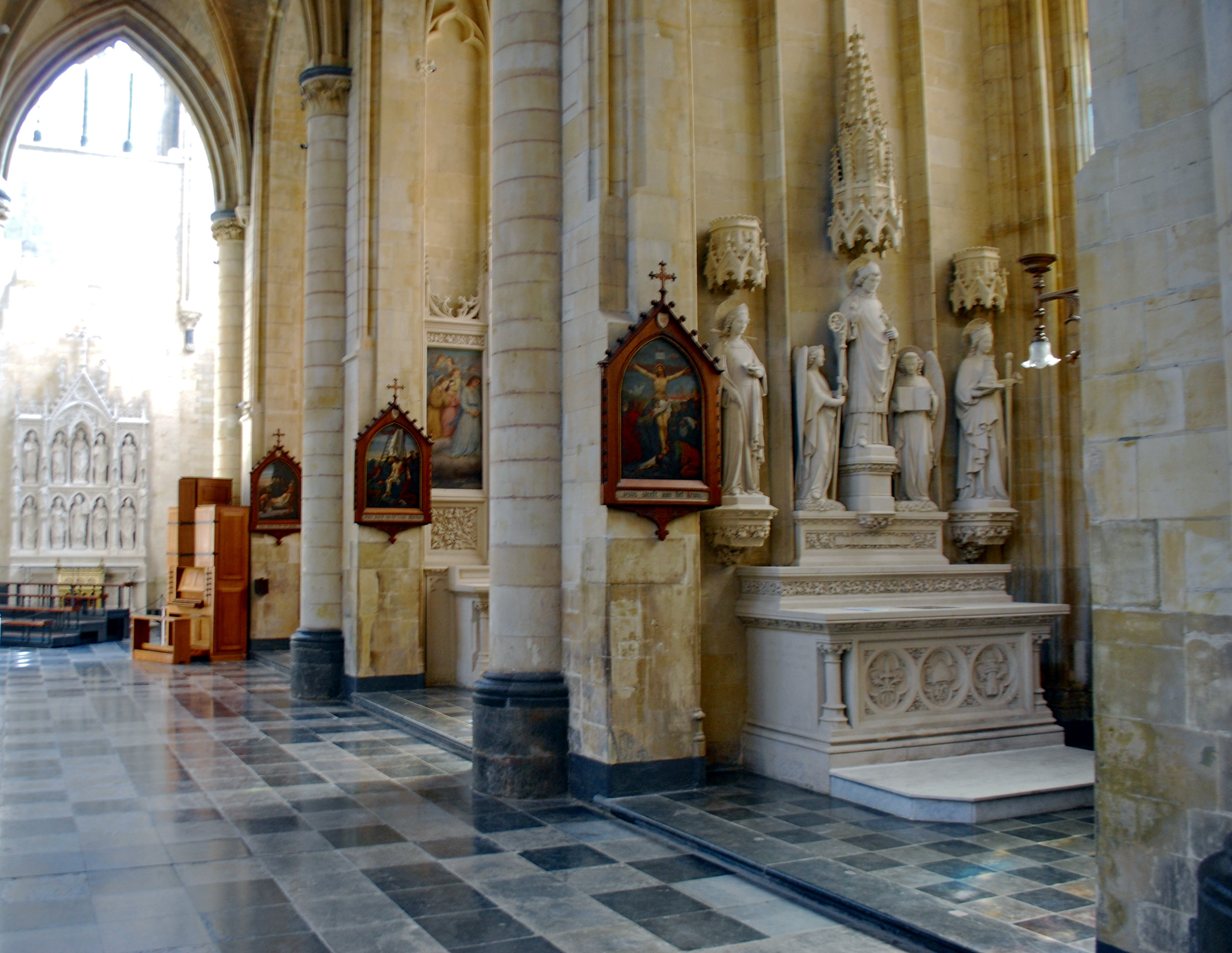
Zijbeuk en zijkapellen

#### Schilderkunst
In een van de zuidelijke zijkapellen bevindt zich een wandschildering met een voorstelling van Sint-Hubertus of Sint-Egidius (ca. 1525). Een andere heilige, mogelijk Sint-Petrus, is afgebeeld op een vijftiende-eeuwse schildering op een van de pilaren tussen het schip en de noorderzijbeuk.
In het koor van de kerk bevinden zich vijf zeer grote (ruim vijf meter hoge) schilderijen van de Luikse schilders Jean-Baptise Juppin en Edmond Plumier, die wel vaker samenwerkten, waarbij Plumier de menselijke figuren aan de door Juppin geschilderde landschappen toevoegde. Drie doeken hebben het leven van Maternus als onderwerp, de vermeende stichter van het bisdom Tongeren. De kerk bezit verschillende andere schilderijen, maar de meeste bevinden zich in de schatkamer (zie Teseum).

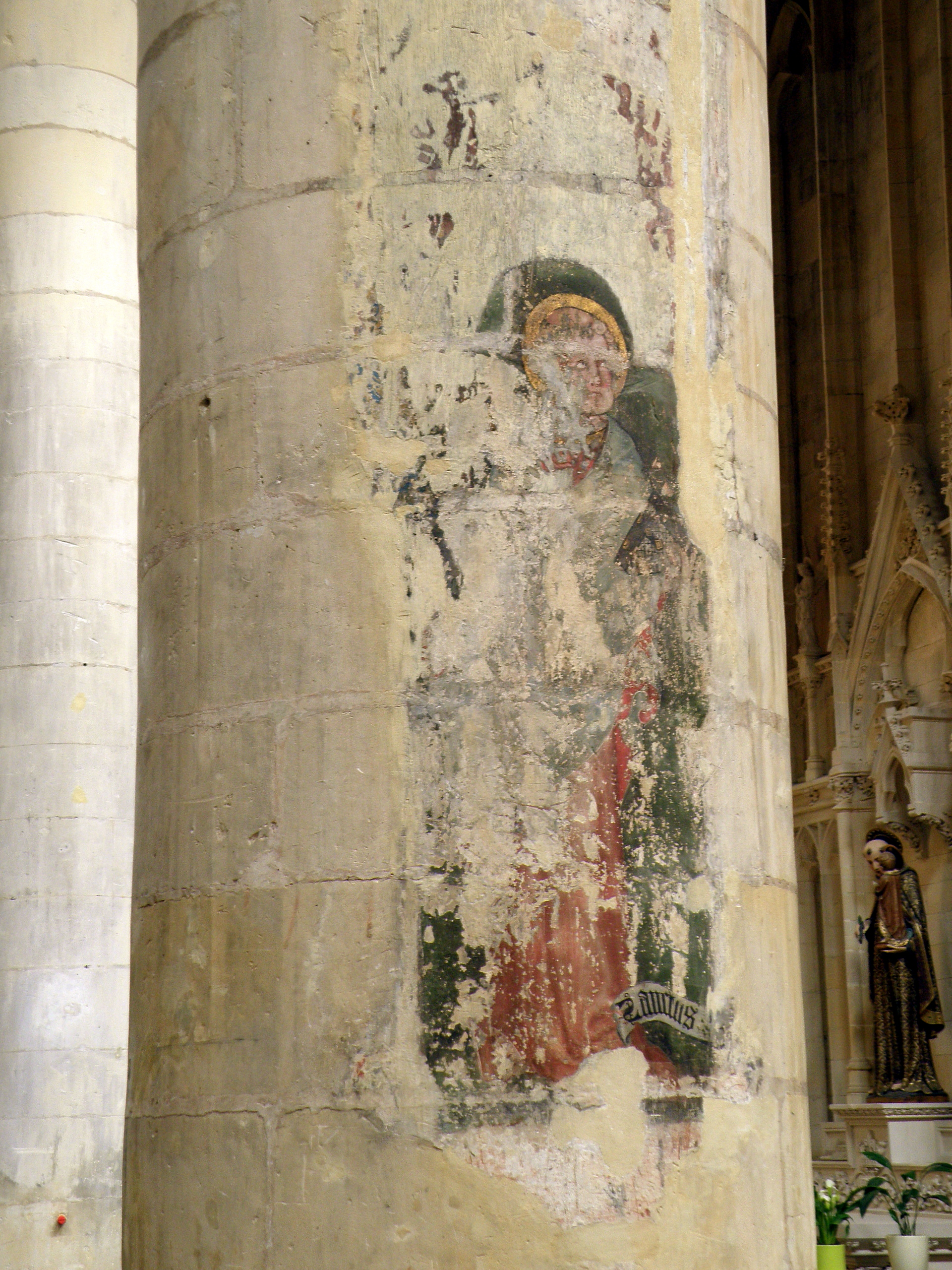
Pilaarschildering
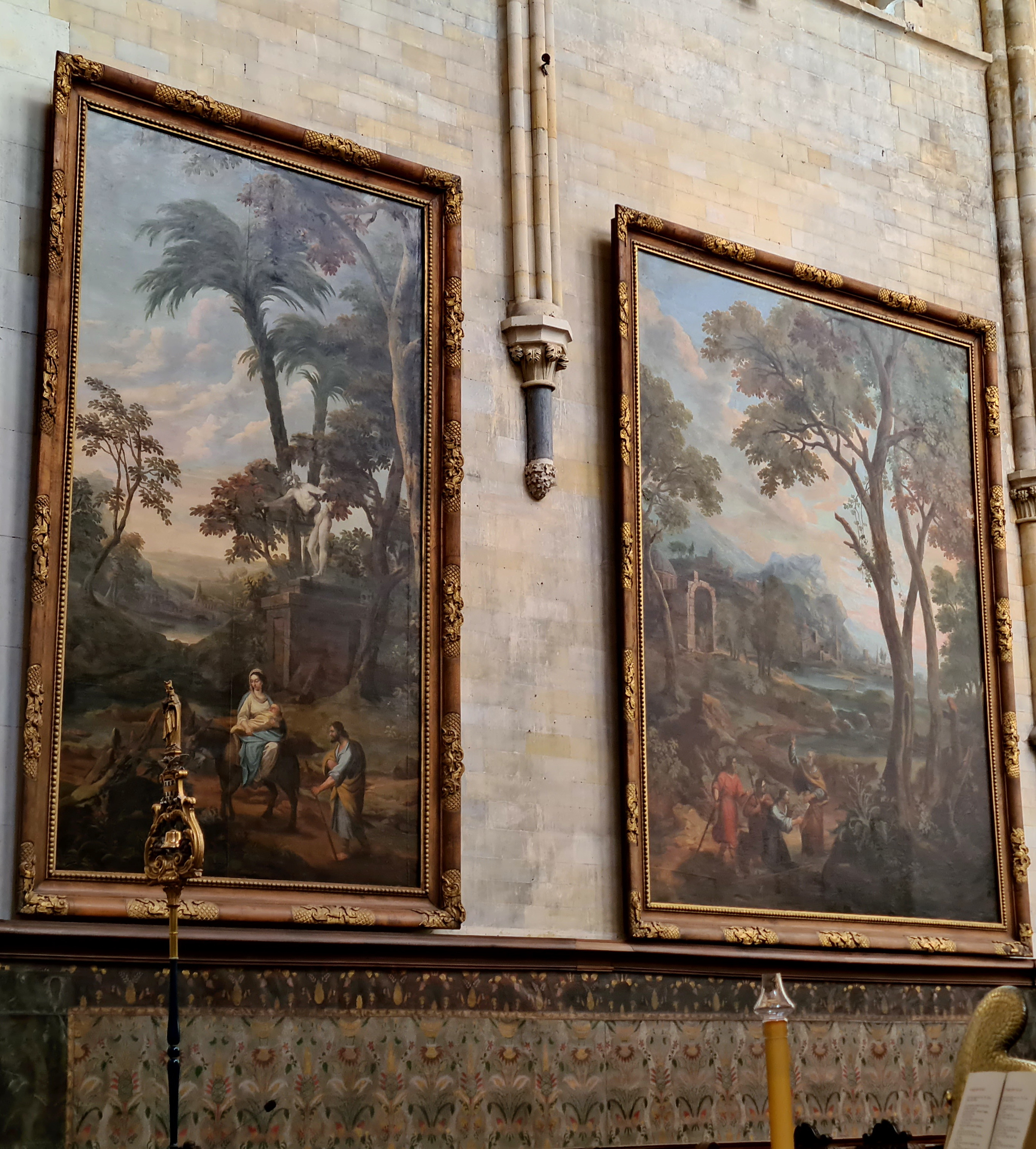
Schilderijen koortraveeën
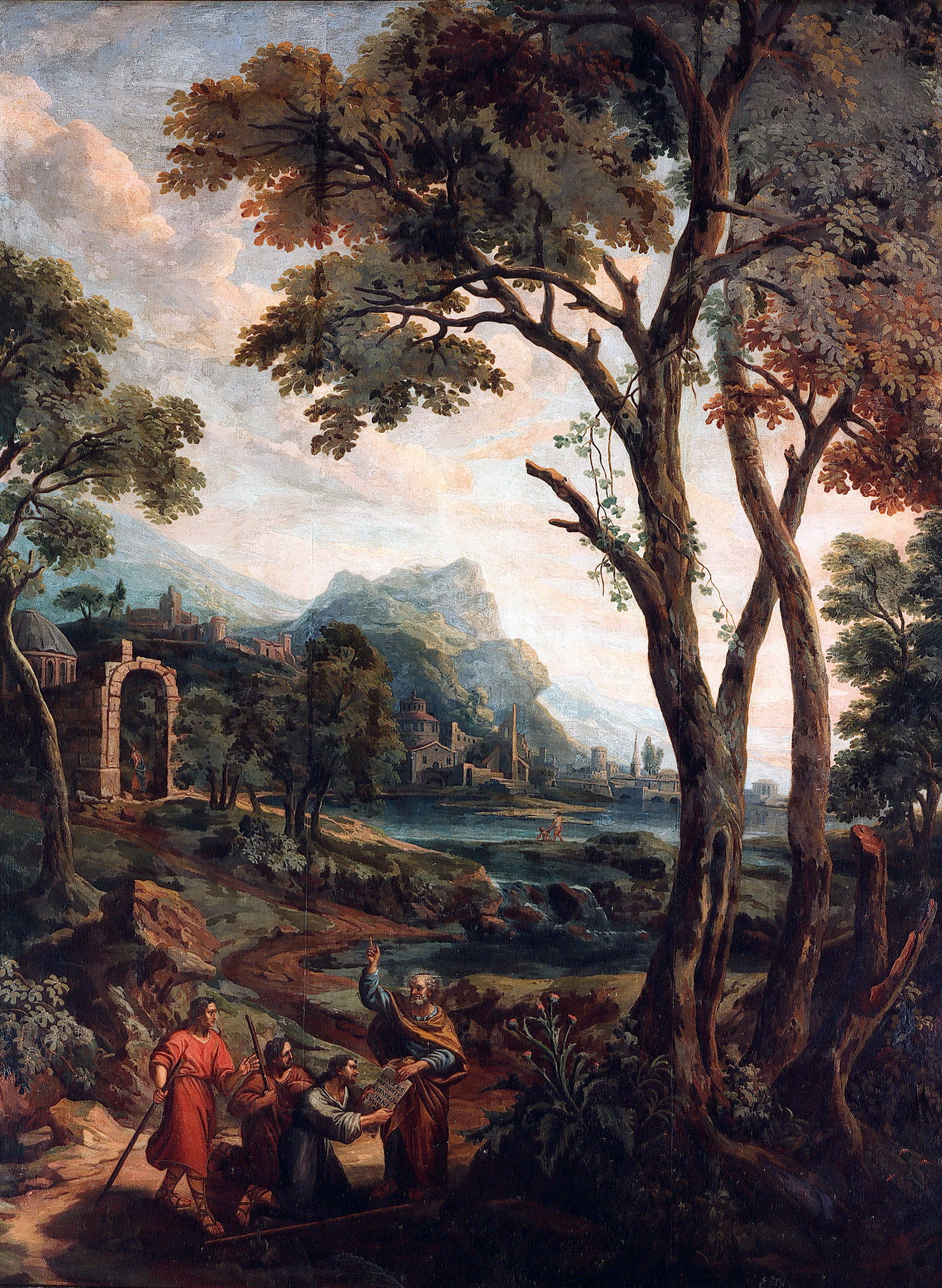
Schilderij Juppin & Plumier
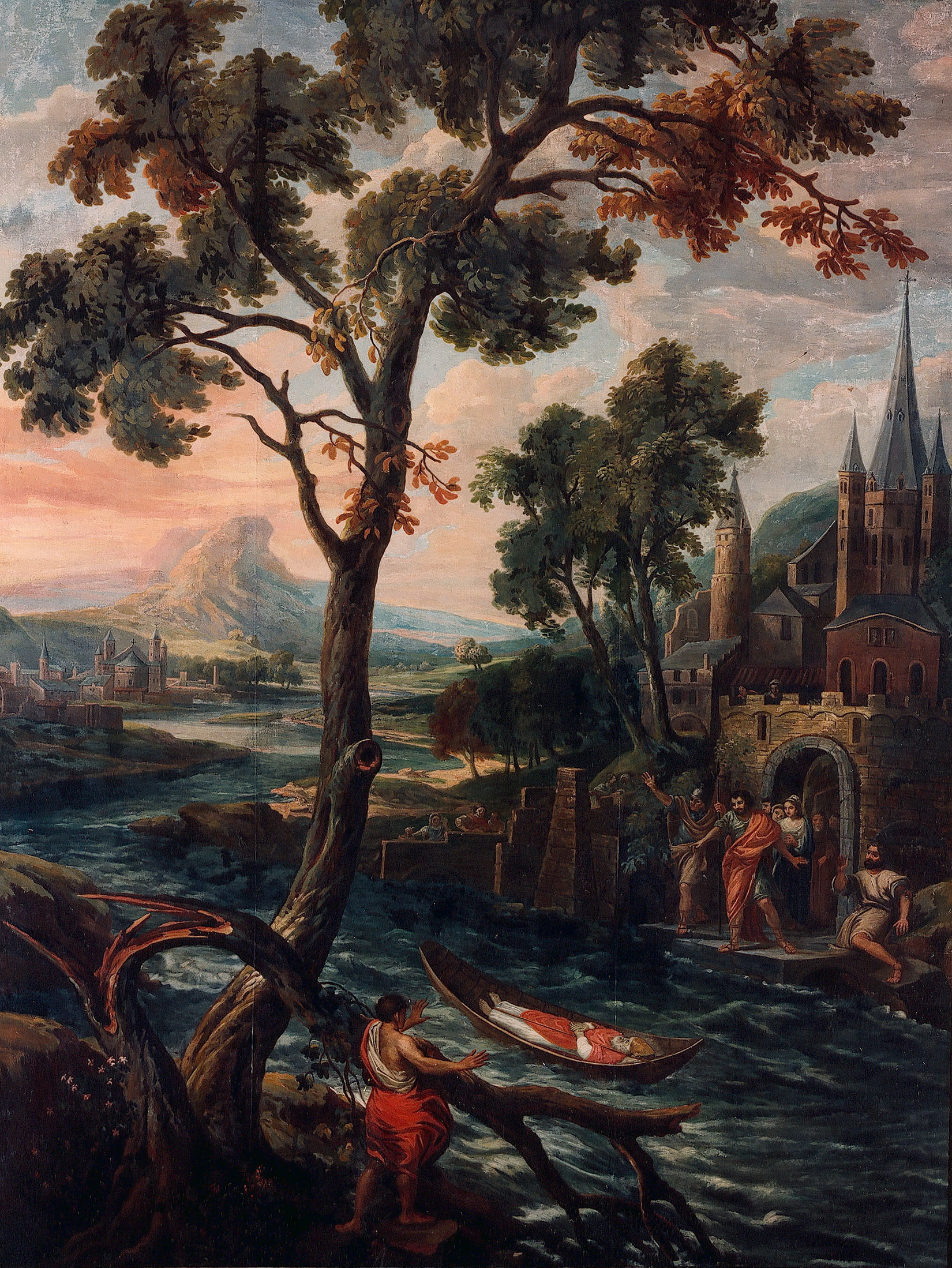
Schilderij Juppin & Plumier

#### Glasschilderkunst
Vier gebrandschilderde koorramen in renaissancestijl bevatten voorstellingen van de vier kerkleraars (1548), Onze-Lieve-Vrouw met Sint-Servatius en Sint-Trudo (1548), Sint-Anna-te-Drieën (1548) en een calvariescène (1550). De andere vensters zijn neogotisch, waaronder diverse van de Schaarbeekse glazenier Jules-Adrien Capronnier (1838-1914).

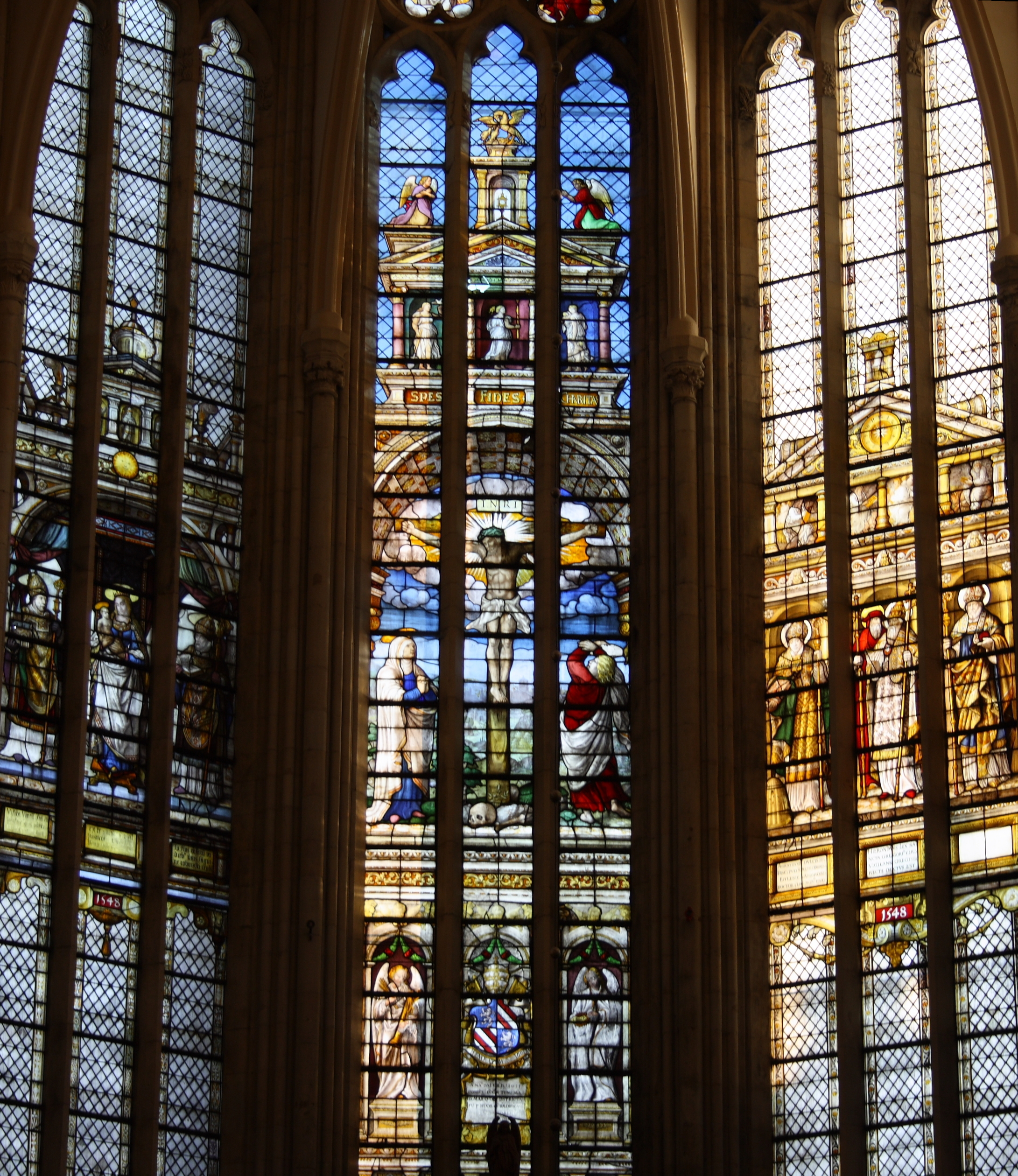
Renaissance ramen (ca. 1550)
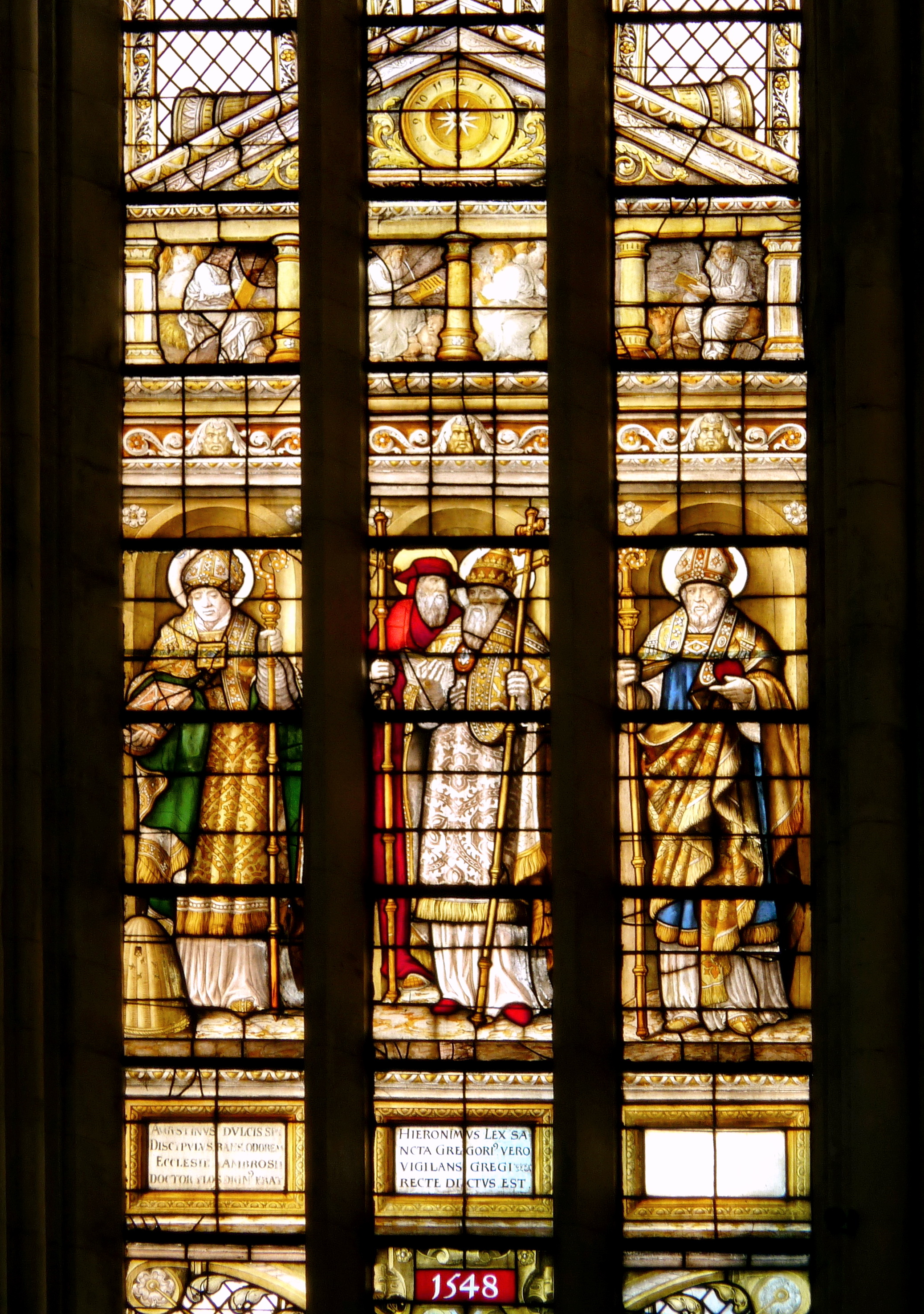
Detail: vier kerkvaders
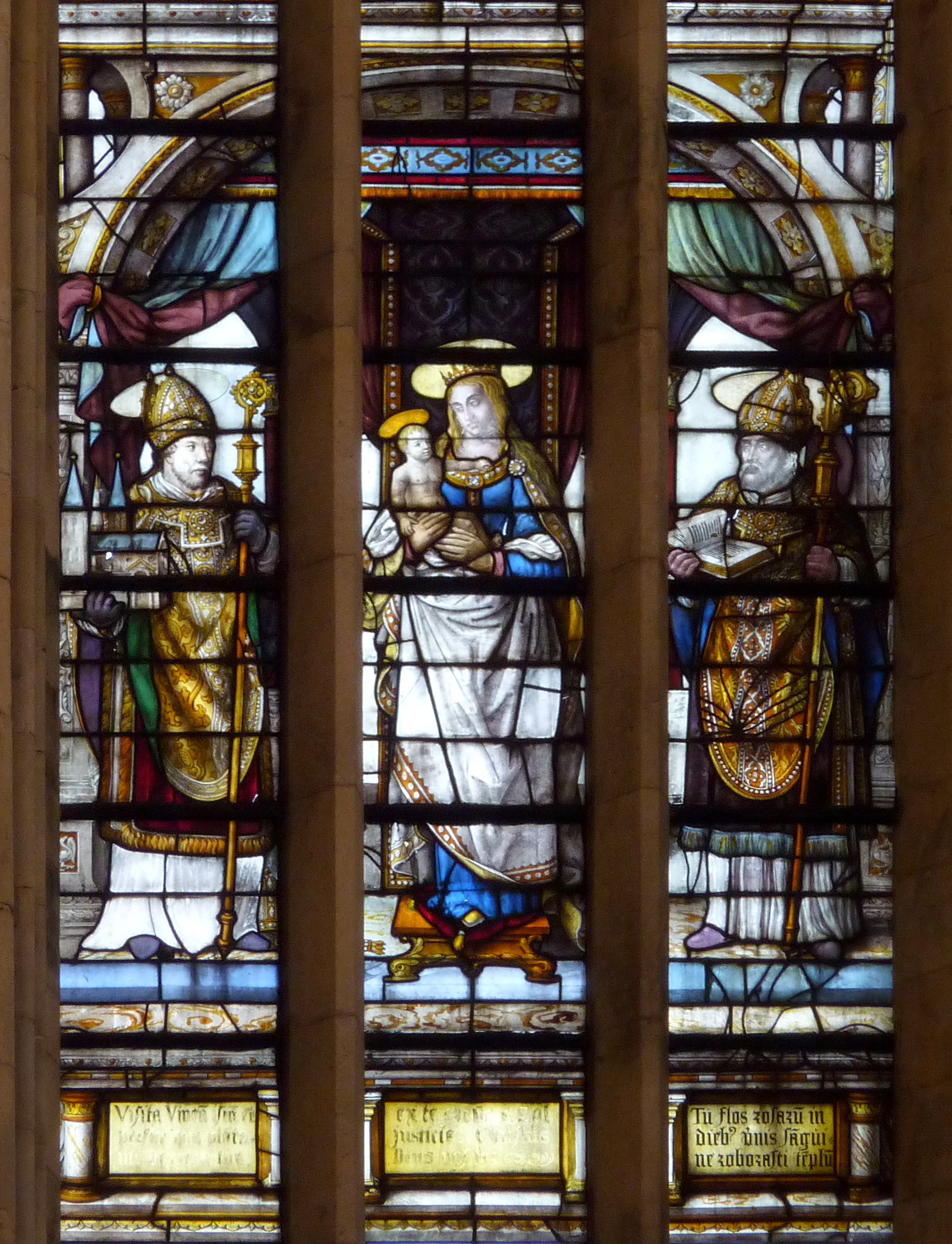
Detail: Servaas, Maria, Trudo
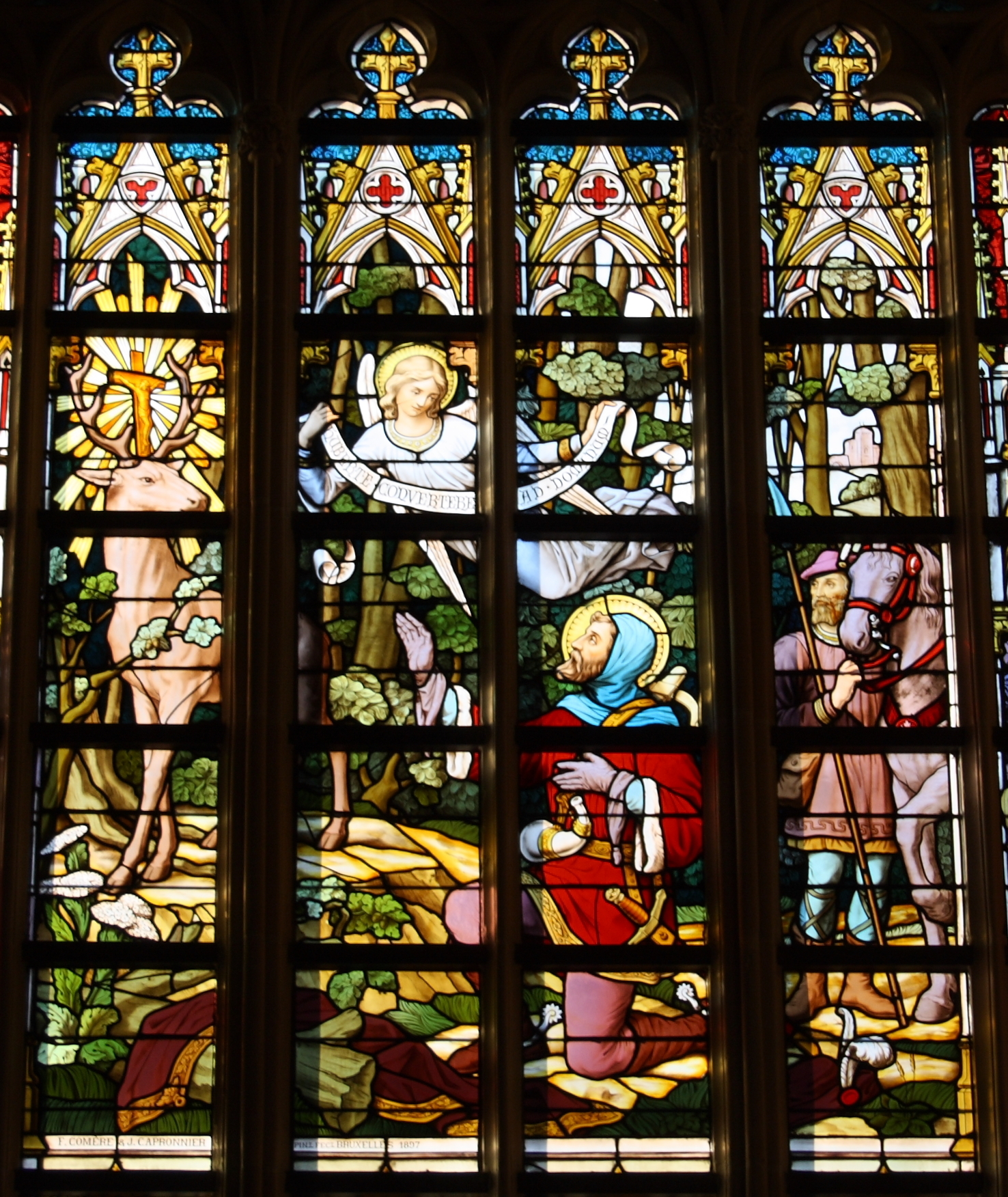
Hubertus (Capronnier, 1897)

#### Beeldhouwkunst
Het uit notenhout gesneden genadebeeld van Onze Lieve Vrouw Oorzaak onzer Blijdschap uit 1479, dat een centrale rol speelt in de Tongerse Kroningsfeesten, staat op een neoromaans altaar. Het is gemaakt in opdracht van de Aartsbroederschap van Onze-Lieve-Vrouw van Tongeren. Een gepolychromeerde Christus op de koude steen dateert eveneens uit de vijftiende eeuw; een gepolychromeerde Piëta uit de late veertiende eeuw. In de kruisgang hangt een ottoons crucifix uit circa 975.

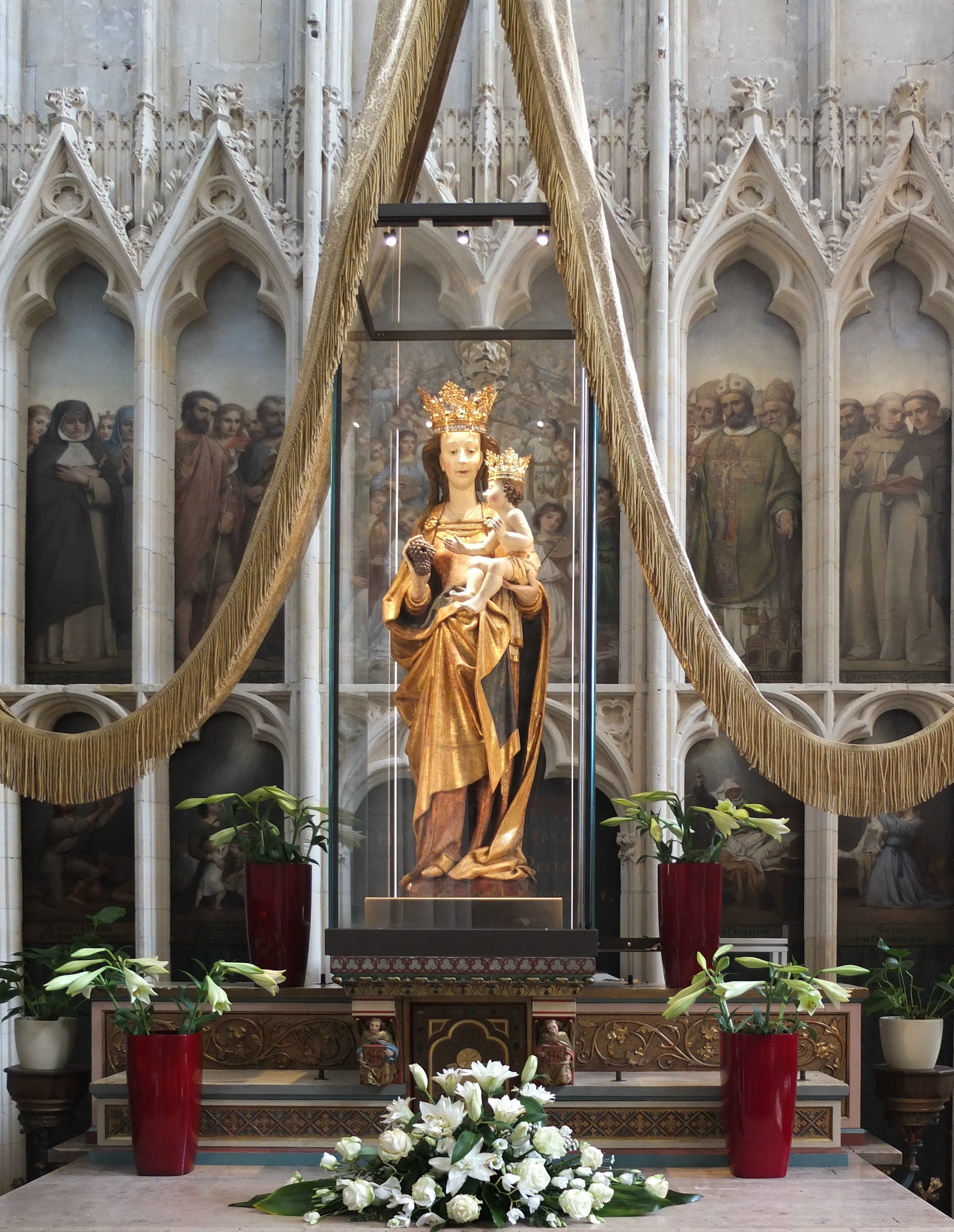
Onze Lieve Vrouw Oorzaak onzer Blijdschap, 1479
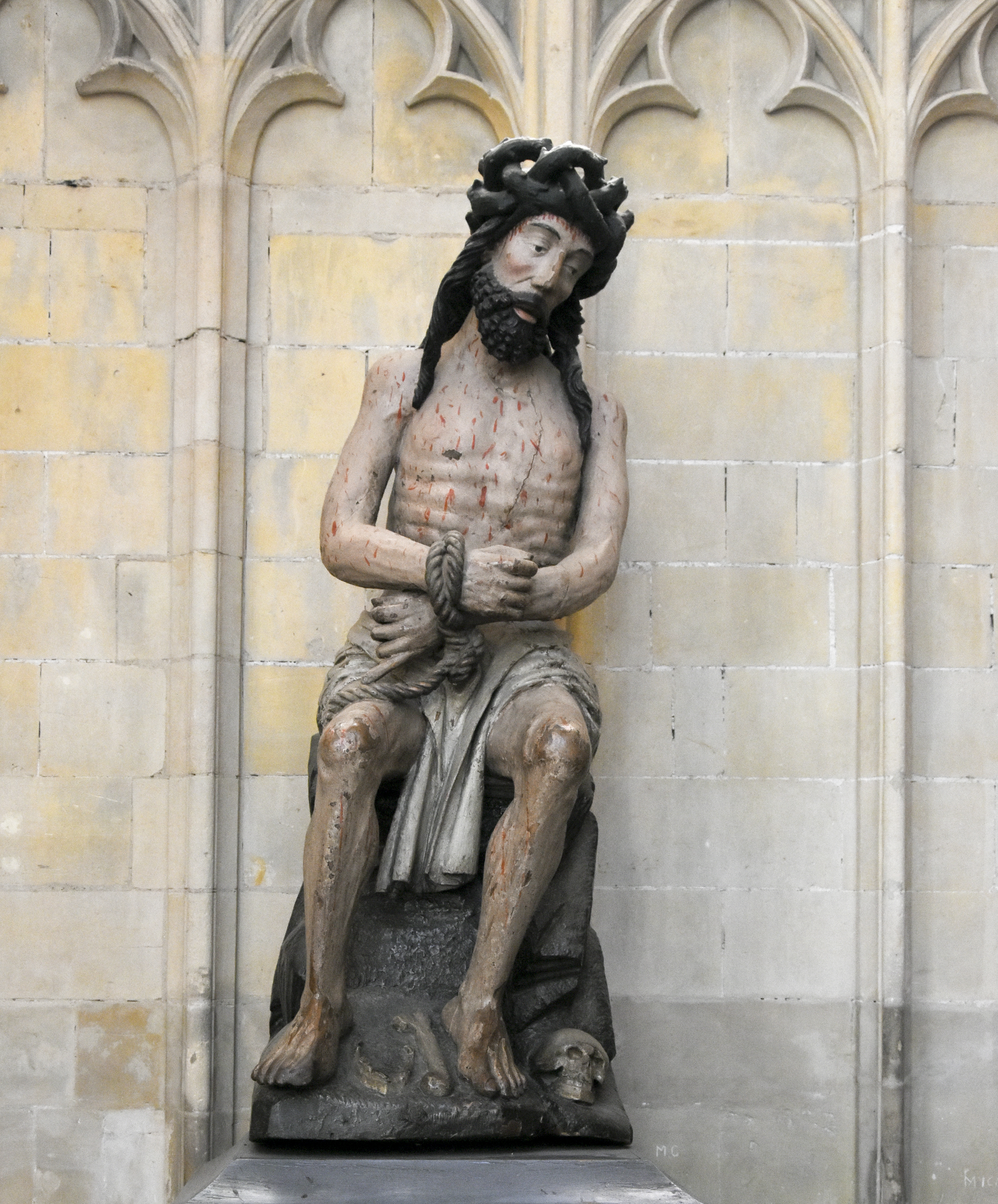
Christus op de koude steen, 15e eeuw
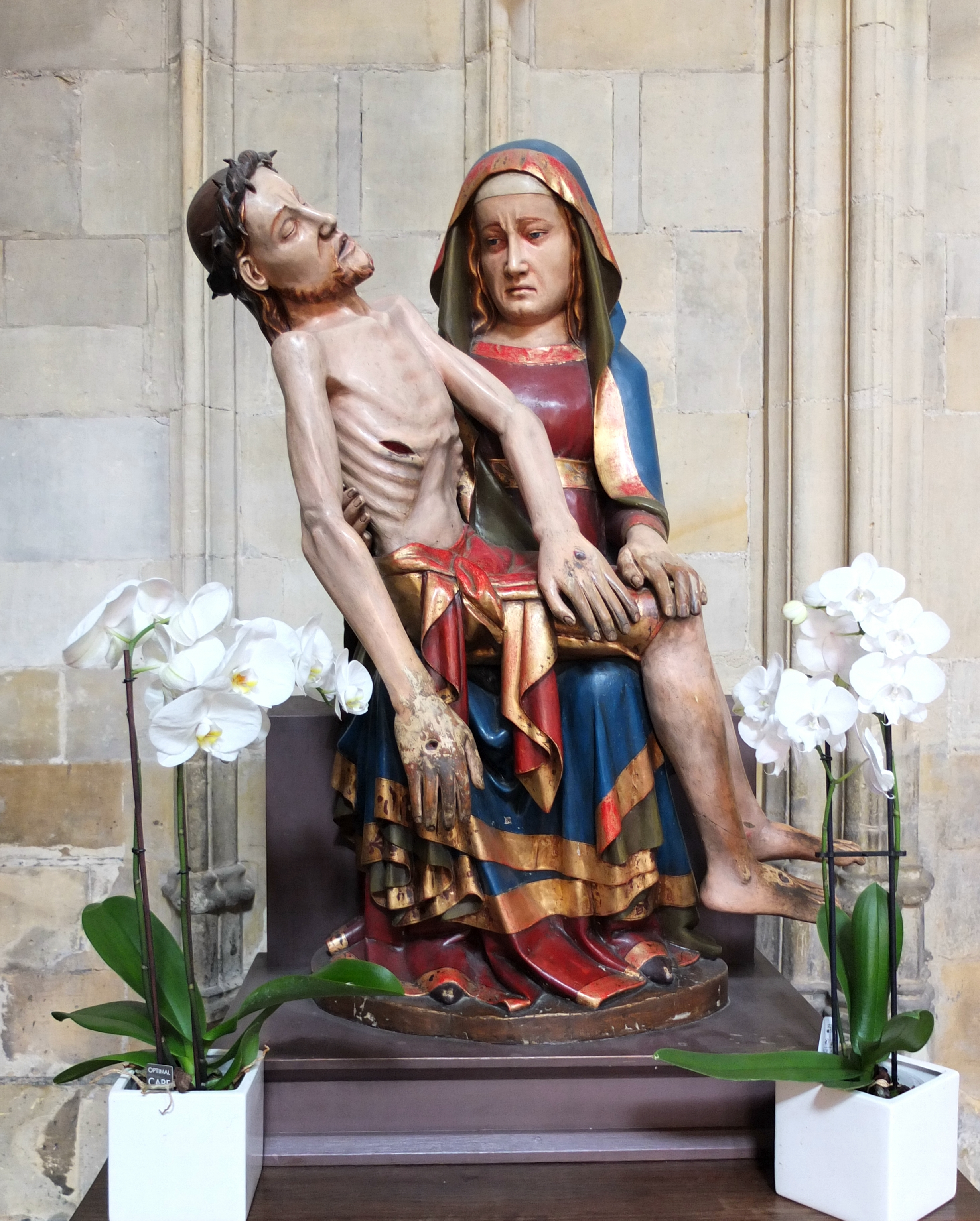
Piëta, 1380-1390
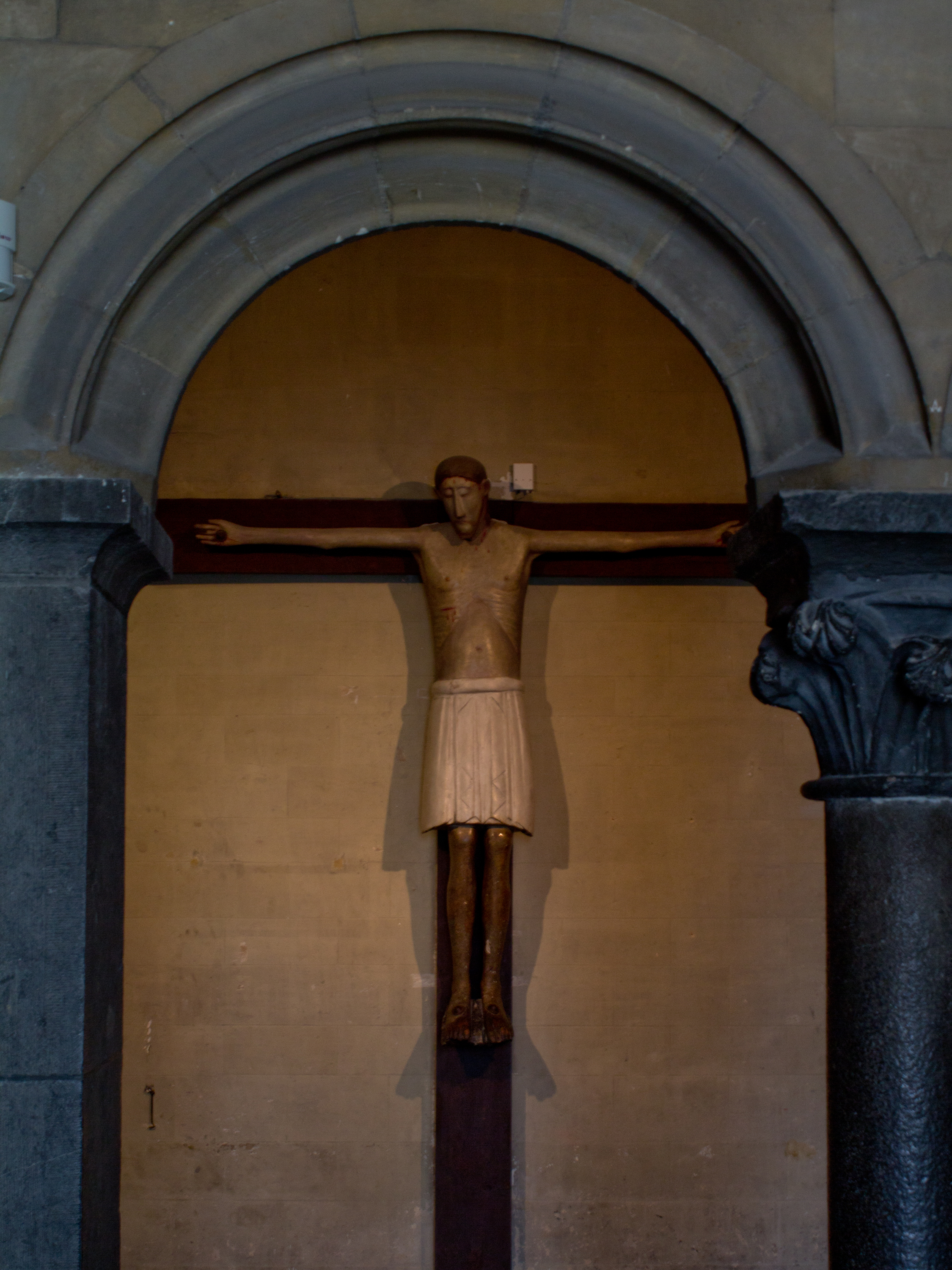
Ottoons crucifix,ca. 975

#### Kerkmeubilair
Het hoofdaltaar dat wellicht uit de dertiende eeuw dateert draagt een laatgotisch retabel met houtsnijwerk over het leven van Onze-Lieve-Vrouw (Antwerpen, ca. 1500-1520). Het werd oorspronkelijk vervaardigd voor de Sint-Petrus' Bandenkerk in Venray. Van de zijaltaren zijn er twee zestiende of zeventiende-eeuws; de rest is negentiende-eeuws. Het eiken koorgestoelte is van  G. van Schoenbeeck uit Luik (1710). De eiken preekstoel is eveneens achttiende-eeuws. De zes biechtstoelen dateren uit de zeventiende en achttiende eeuw. Bijzonder is de koorlezenaar van messing in de vorm van een adelaar. Deze is, even als de paaskandelaar, vervaardigd door Jehan Josès uit Dinant (1372).

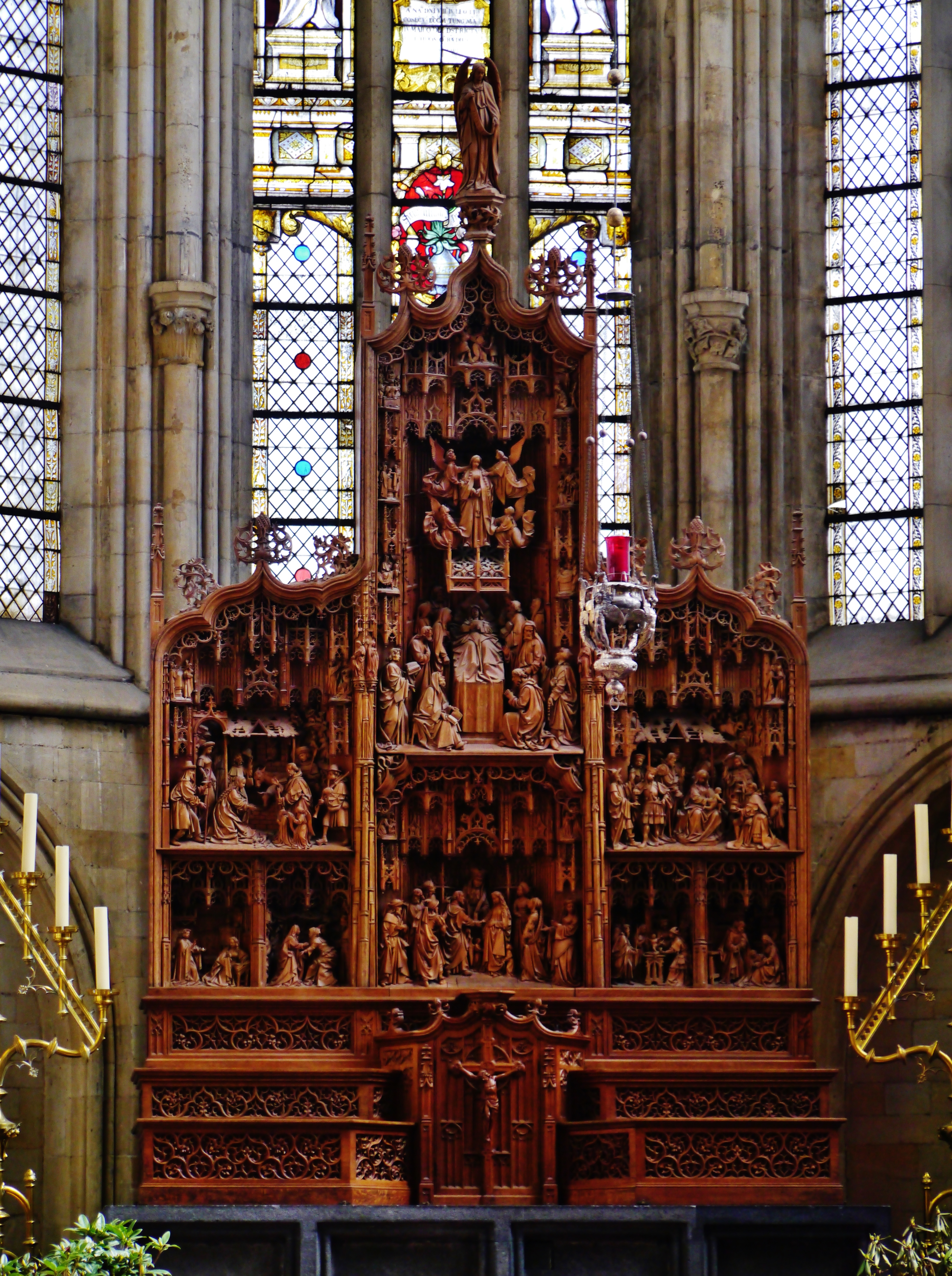
Hoofdaltaar
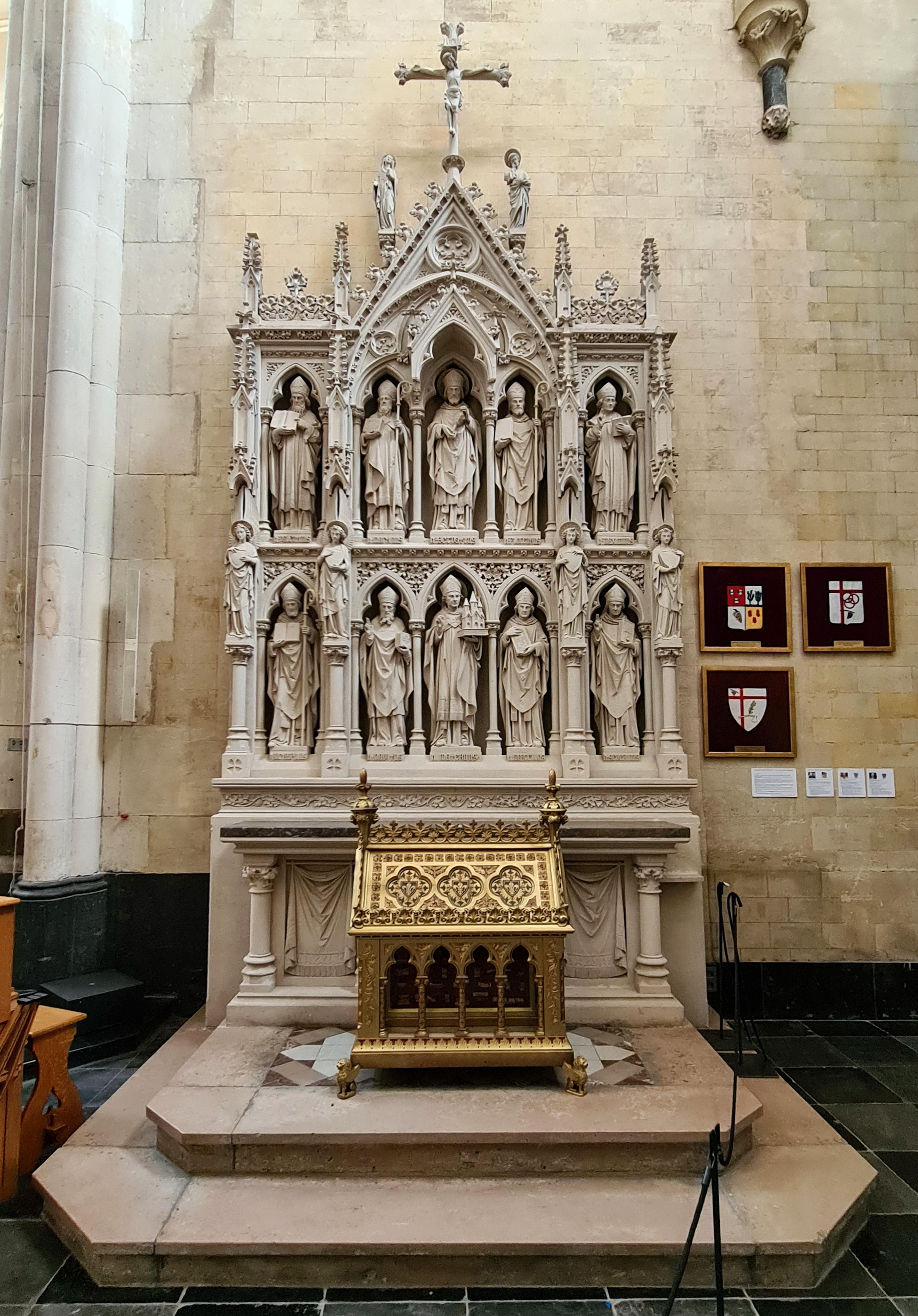
Zijaltaar Tongerse bisschoppen
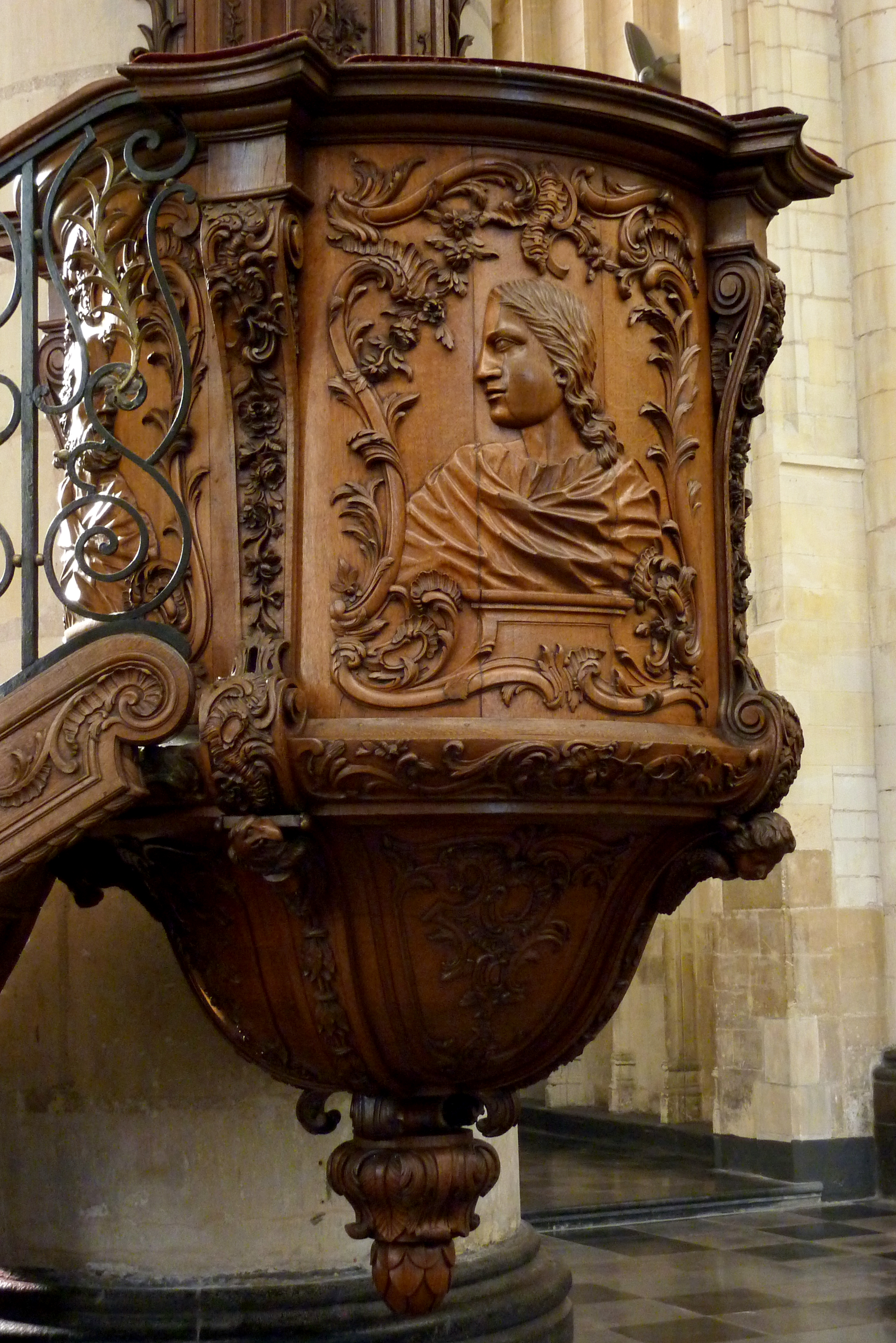
Preekstoel
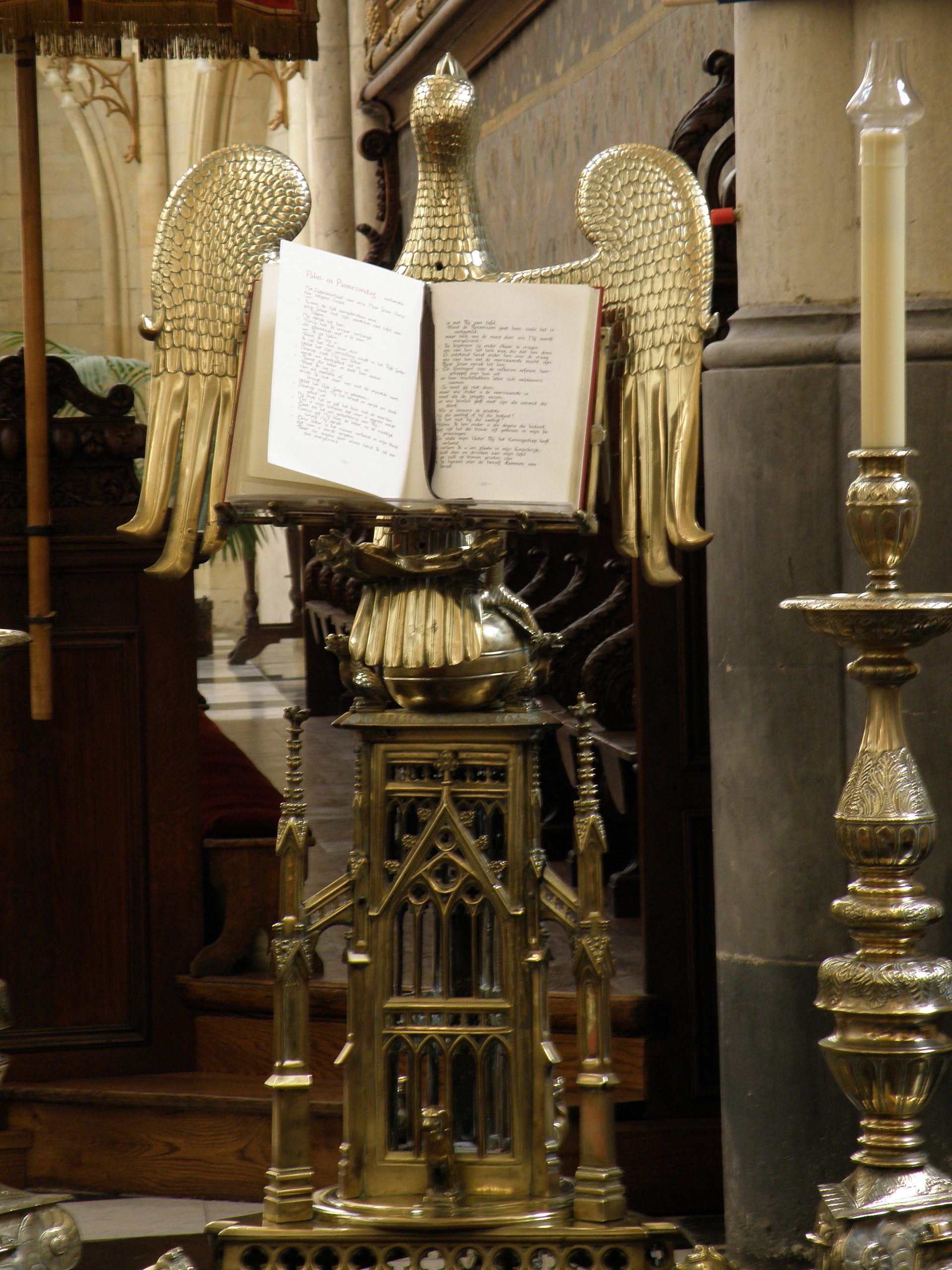
Adelaarslezenaar

#### Orgels
Het hoofdorgel is ontworpen door Jean-Baptiste Le Picard (1706-1779), de belangrijkste vertegenwoordiger van de Luikse School. Het is gesigneerd en gedateerd met een tijdvers 1752. In 1948 werd het zeer ingrijpend door Verschueren orgelbouwers. De eiken orgelkast in Luikse barokstijl is een werk van M.B. Termonia uit Luik. Daarnaast is er een kleiner orgel, dat nog zestiende- en zeventiende-eeuwse delen bevat, en dat als een zwaluwnestorgel in een kapel is 'genesteld'.

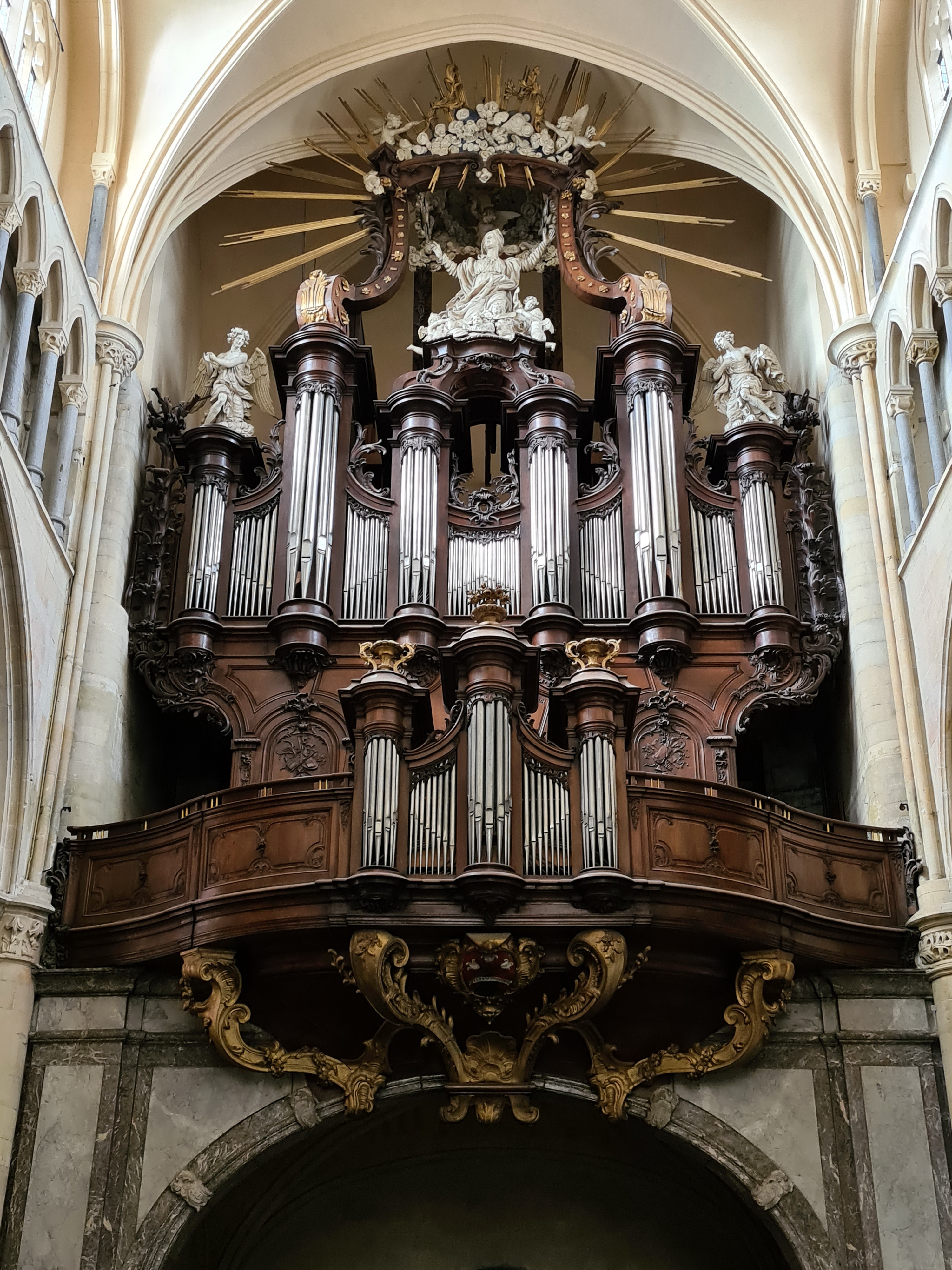
Hoofdorgel
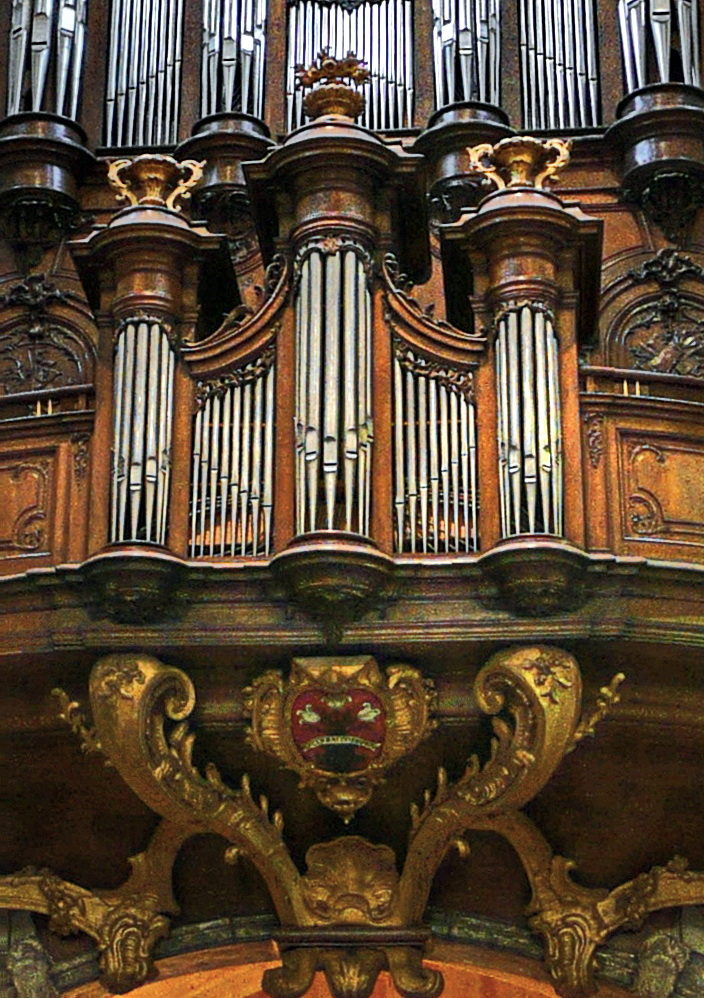
Detail hoofdorgel, wapen
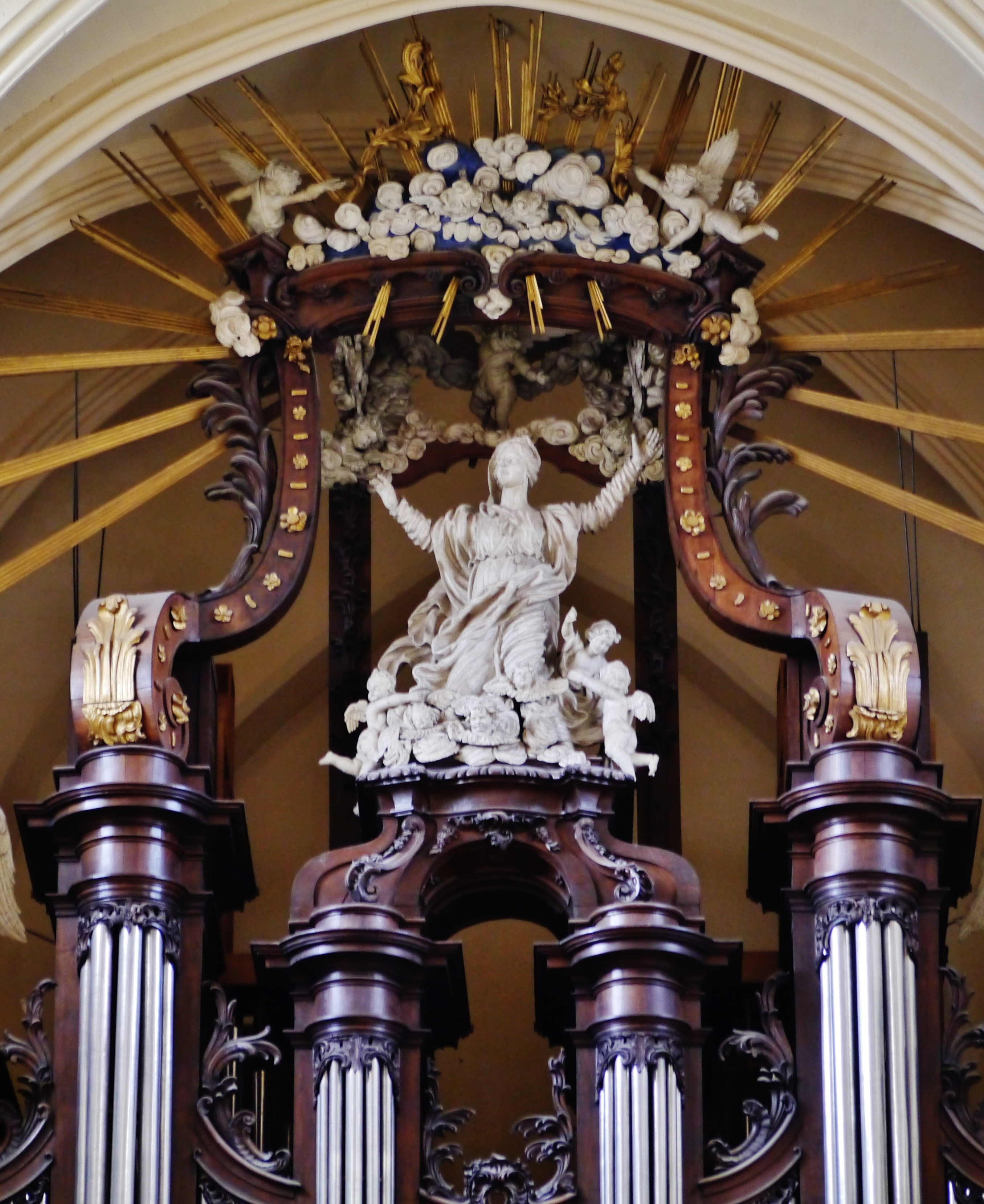
Detail hoofdorgel, beeld
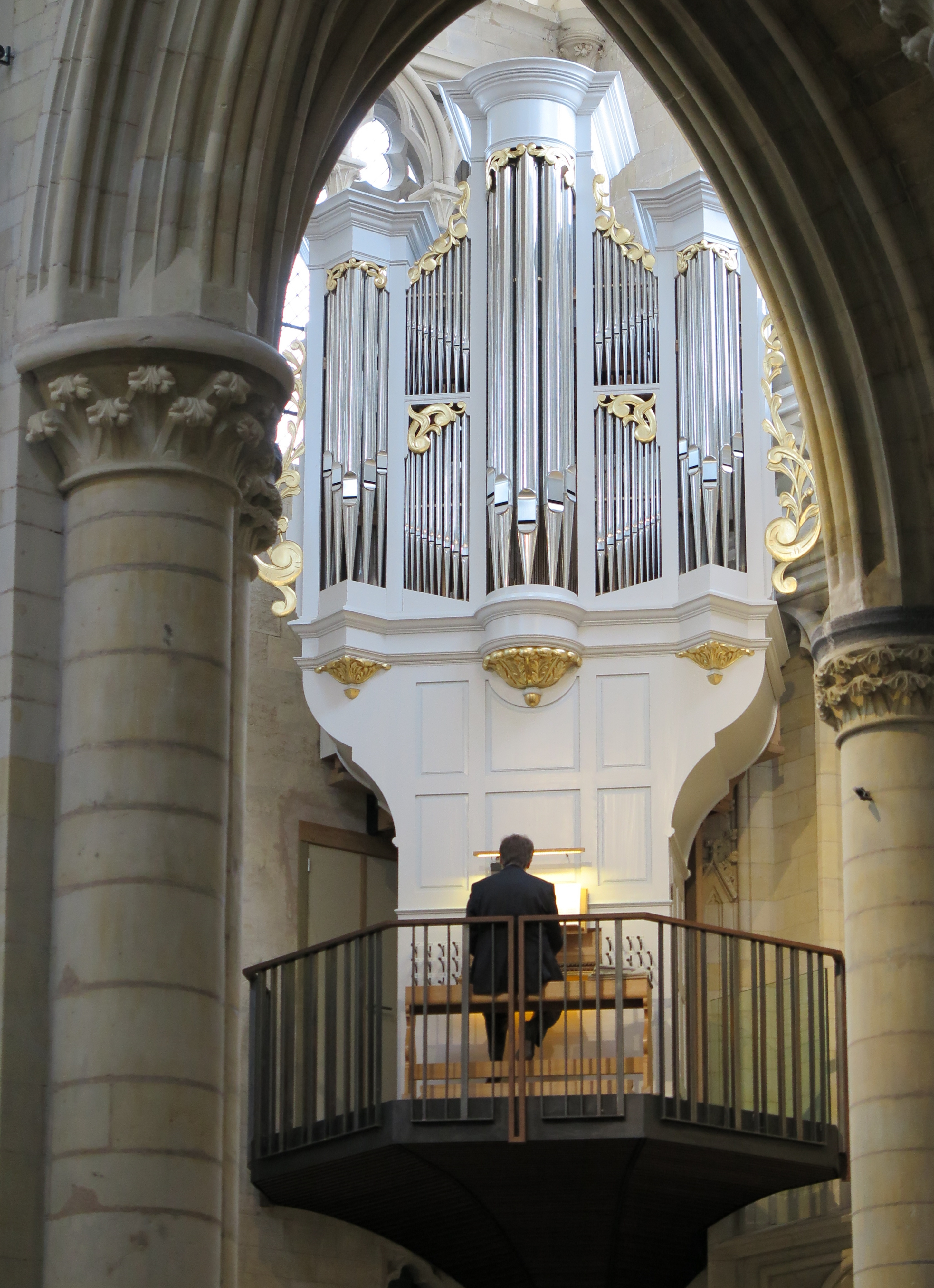
Koororgel

## Beschrijving bijgebouwen

### Exterieur
Aan de zuidzijde van het kerkgebouw ligt de voormalige kapittelzaal, in feite een twee verdiepingen hoog kapittelhuis. Het gotisch bouwwerk heeft een neogotische westgevel, waarin zich de toegang tot het Teseum bevindt. Onderdeel van het kapittelhuis is een ronde toren, die ooit deel uitmaakte van de verdedigingsmuur rond het monasterium, gebouwd nog voordat de dertiende-eeuwse stadsmuur tot stand kwam. Aan de oostzijde van de kerk liggen de kloostergebouwen, waar de kanunniken aanvankelijk sliepen en aten, voordat ze in kanunnikenhuizen gingen wonen. Het is een van de zeldzame romaanse kloostercomplexen in de Nederlanden. Aan de pandhofzijde bevindt zich een fraaie kloostergang (kruisgang) met een colonnade van enkele en dubbele zuiltjes, versierd met romaanse kapitelen. In de zestiende eeuw werden de noordelijke en zuidelijke kloostergangen naar het oosten toe verlengd, waardoor twee kapellen ontstonden: de Sint-Annakapel en de Allerheiligenkapel. Laatstgenoemde kapel werd gesticht door Reys van Repen.

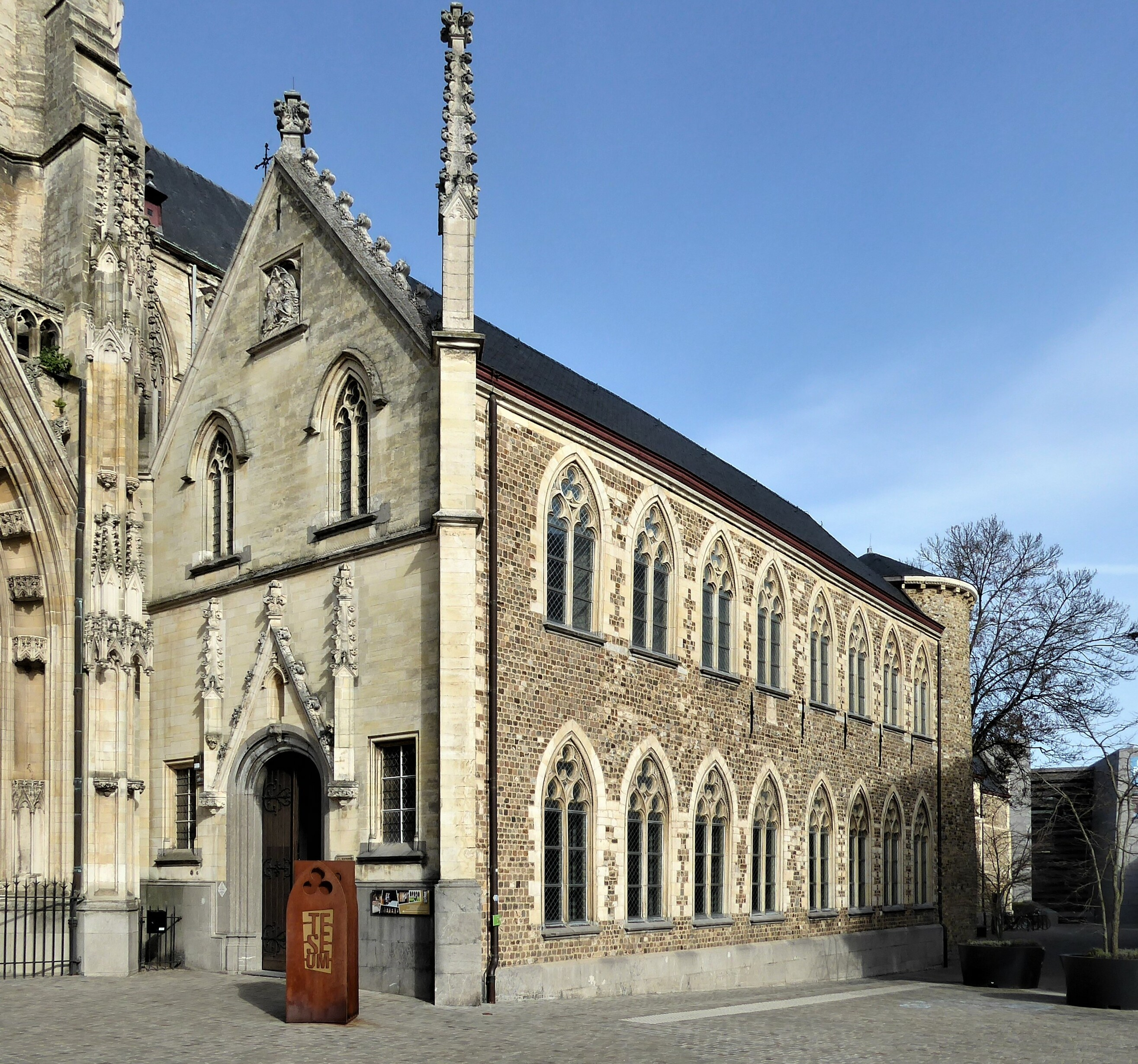
Kapittelzaal
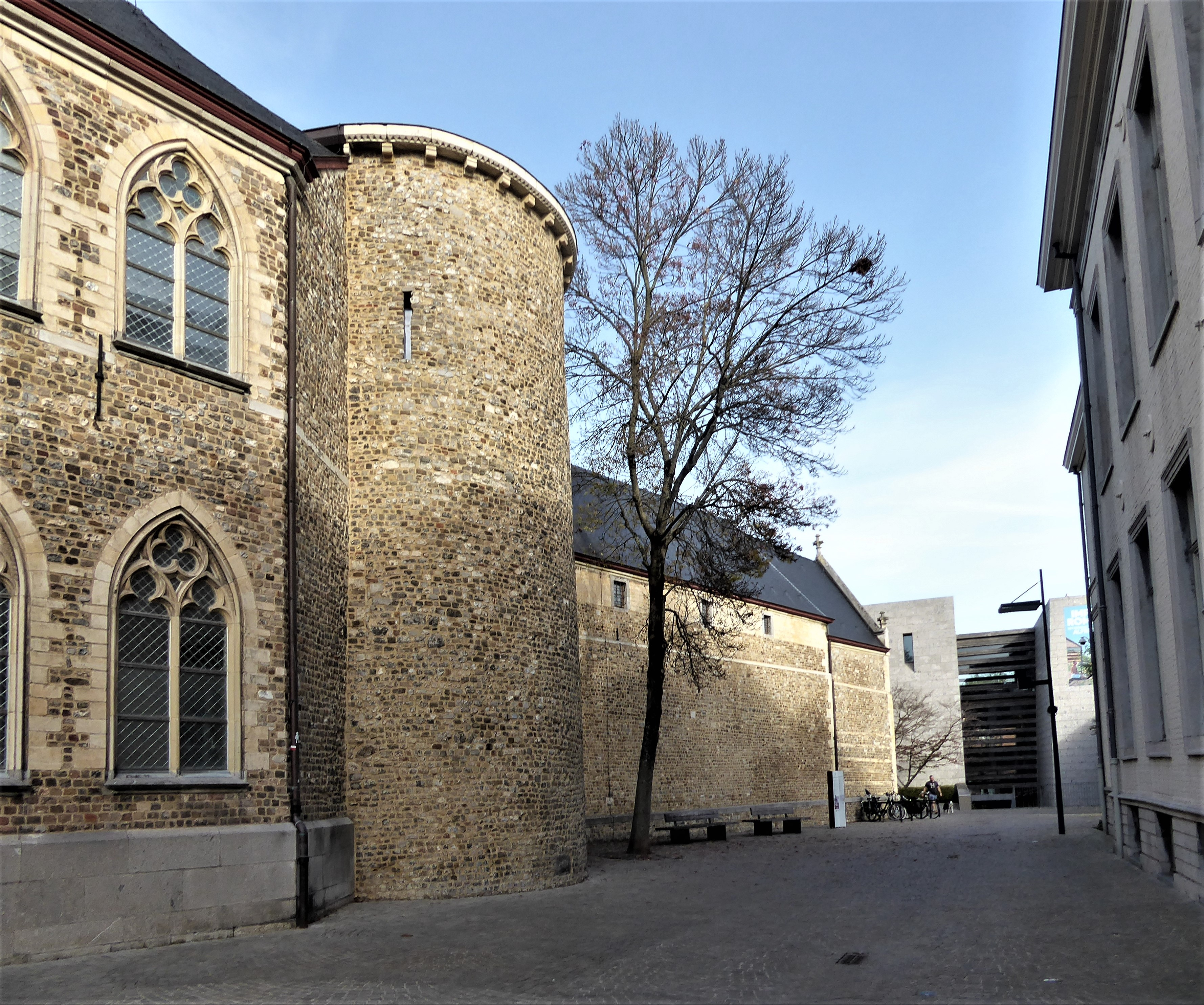
Verdedigingstoren
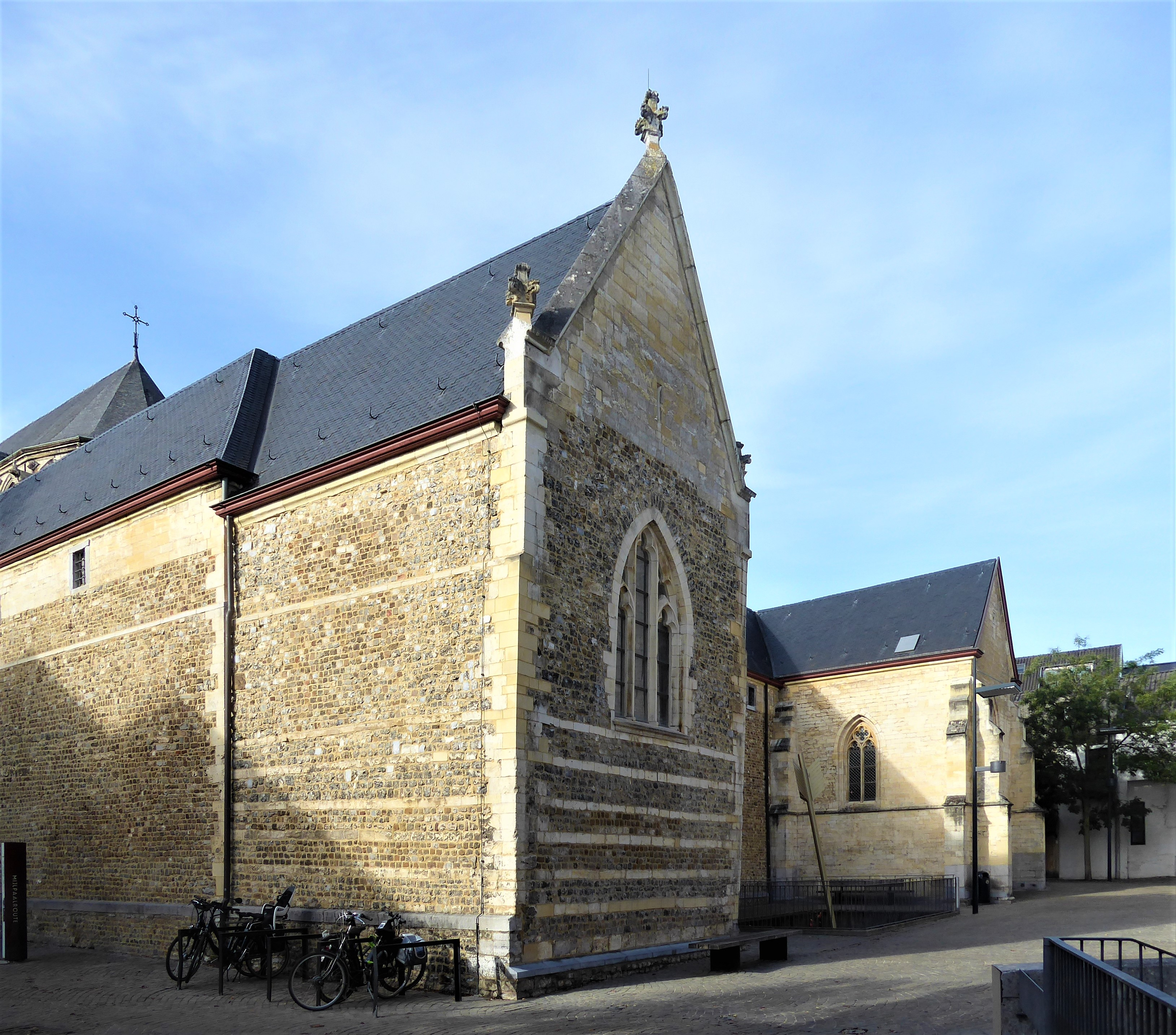
Sint-Anna- en Allerheiligenkapel
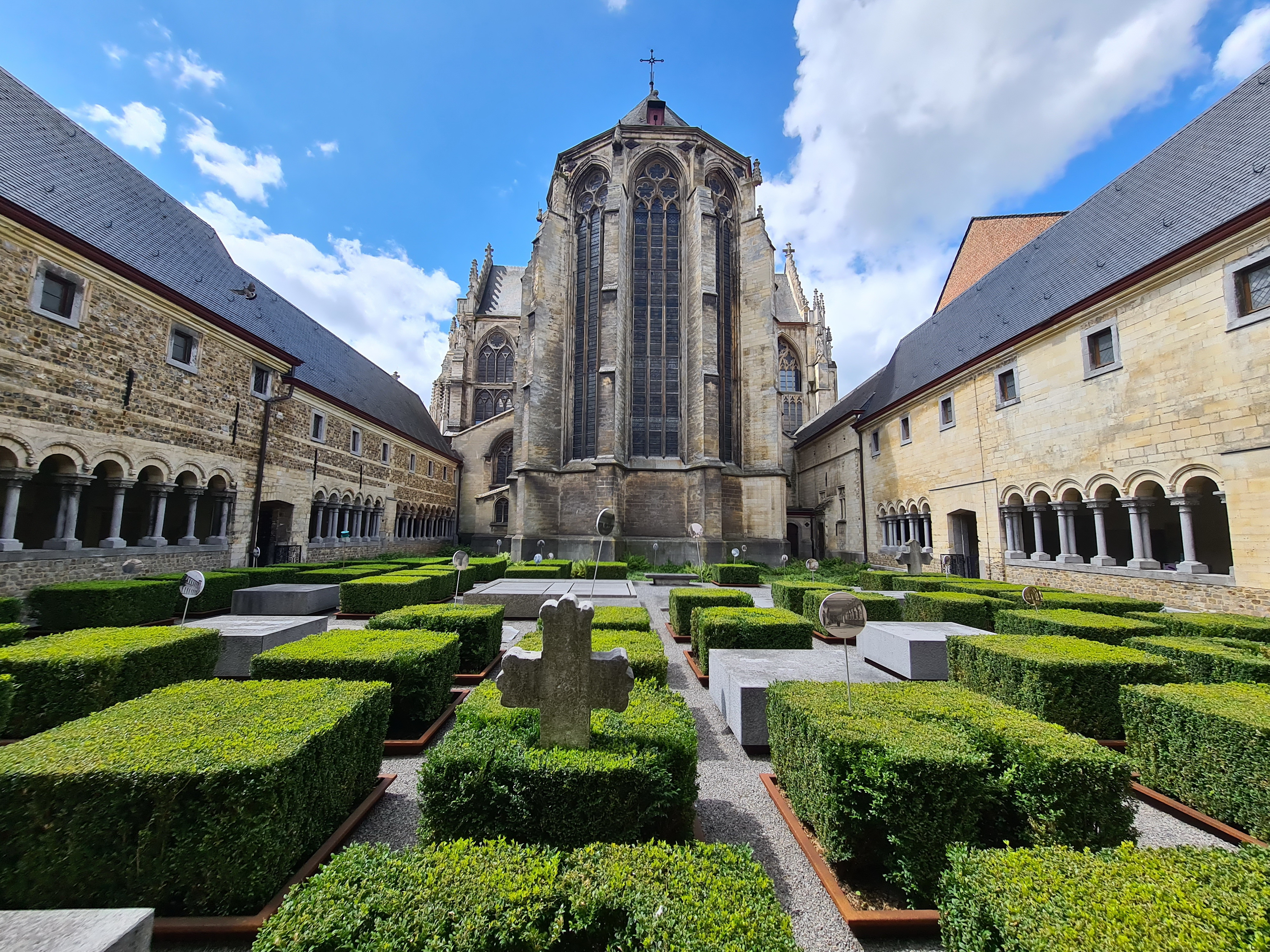
Pandhof en kloostergebouwen

### Interieur kruisgang
De kloostergang of kruisgang omsluit de pandhof en ligt pal naast de basiliek. Het is de enige romaanse kloostergang die in het Maasland bewaard is gebleven, hoewel in feite alleen de noordelijke gang romaans is en deze lijkt te zijn samengesteld uit bouwfragmenten van de andere vleugels, die zwaar beschadigd uit de brand van 1179 waren gekomen. De rijk bewerkte romaanse kapitelen met vogels en leeuwenkoppen zijn waarschijnlijk vervaardigd door het zogenaamde Heimo-atelier, een groep steenbeeldhouwers die gedurende enkele decennia in Maastricht was gevestigd en daarna naar de Wartburg verhuisde. Het werk van de Heimogroep vertoont een sterke Noord-Italiaanse invloed. Met name frappant zijn de overeenkomsten tussen de Tongerse kapitelen en die van de dwerggalerij van de door hetzelfde atelier gedecoreerde Sint-Clemenskerk in Schwarzrheindorf (bij Bonn).
Boven de zuidelijke toegang tot de pandhof bevindt zich sterk verweerd romaans reliëf in de vorm van een timpaan, waarop een triomferende Christus tussen twee engelen is te herkennen. Tegen de muren zijn grafzerken van kanunniken en leken bevestigd.

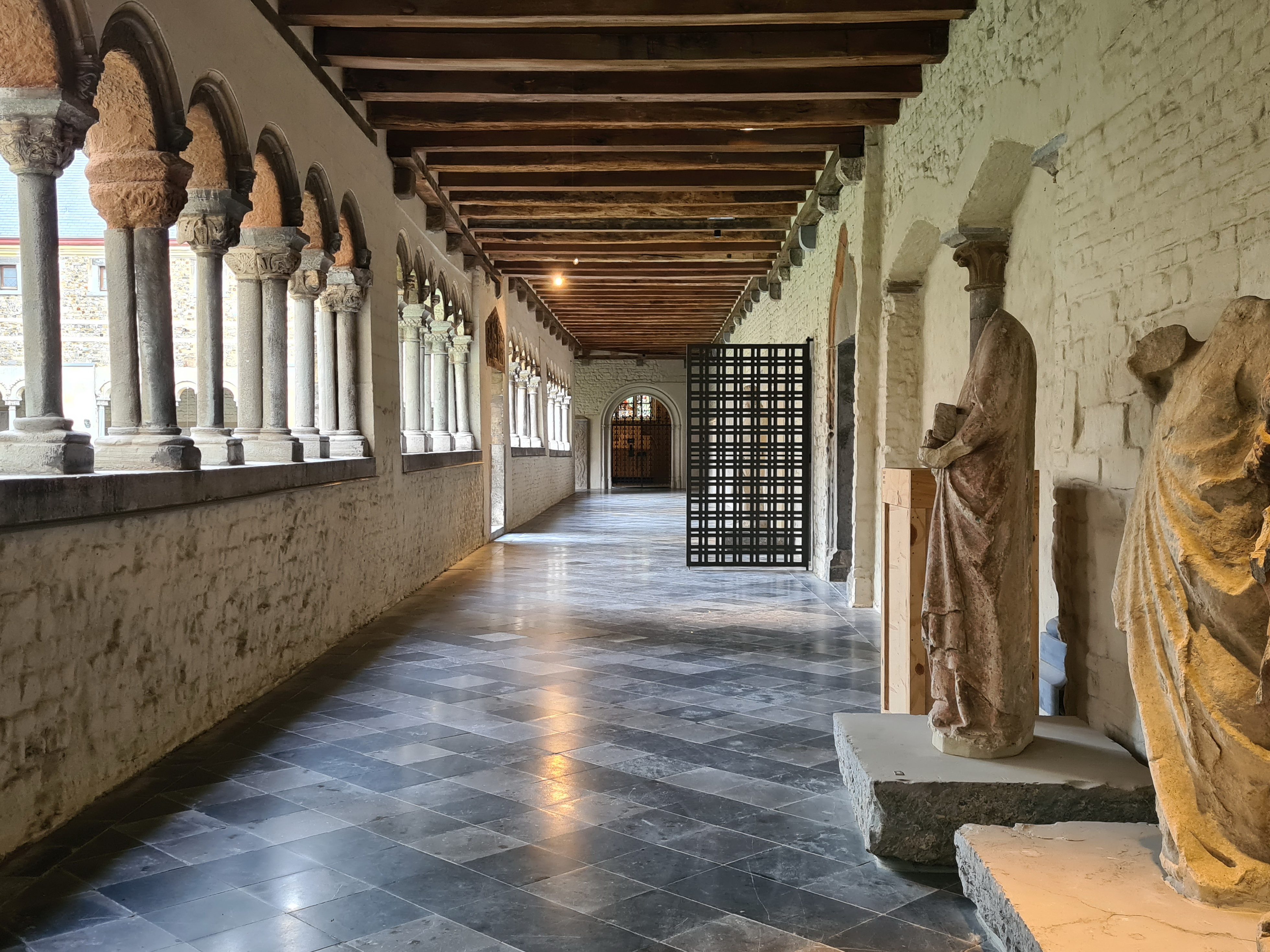
Zuidelijke kloostergang
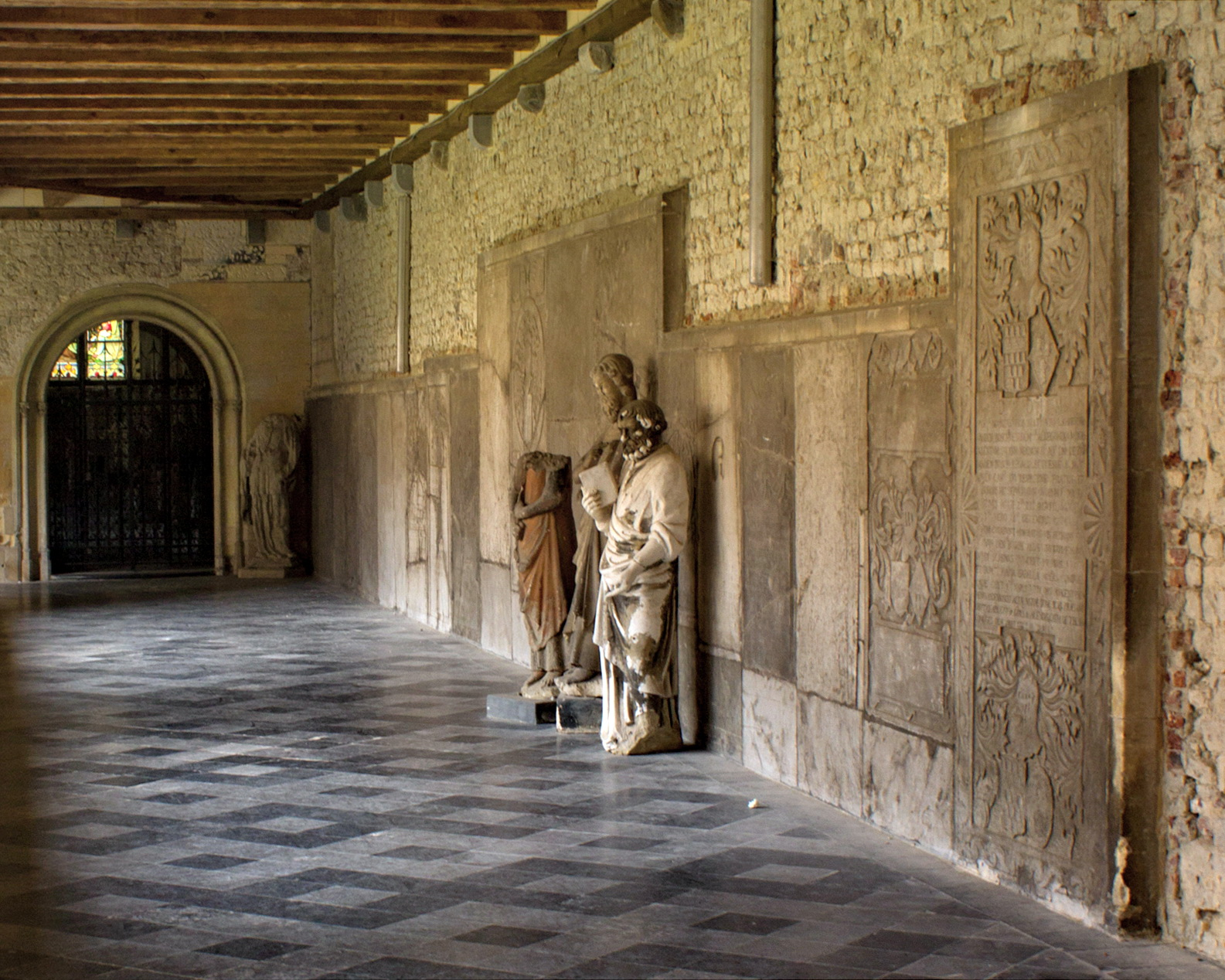
Beelden en grafzerken
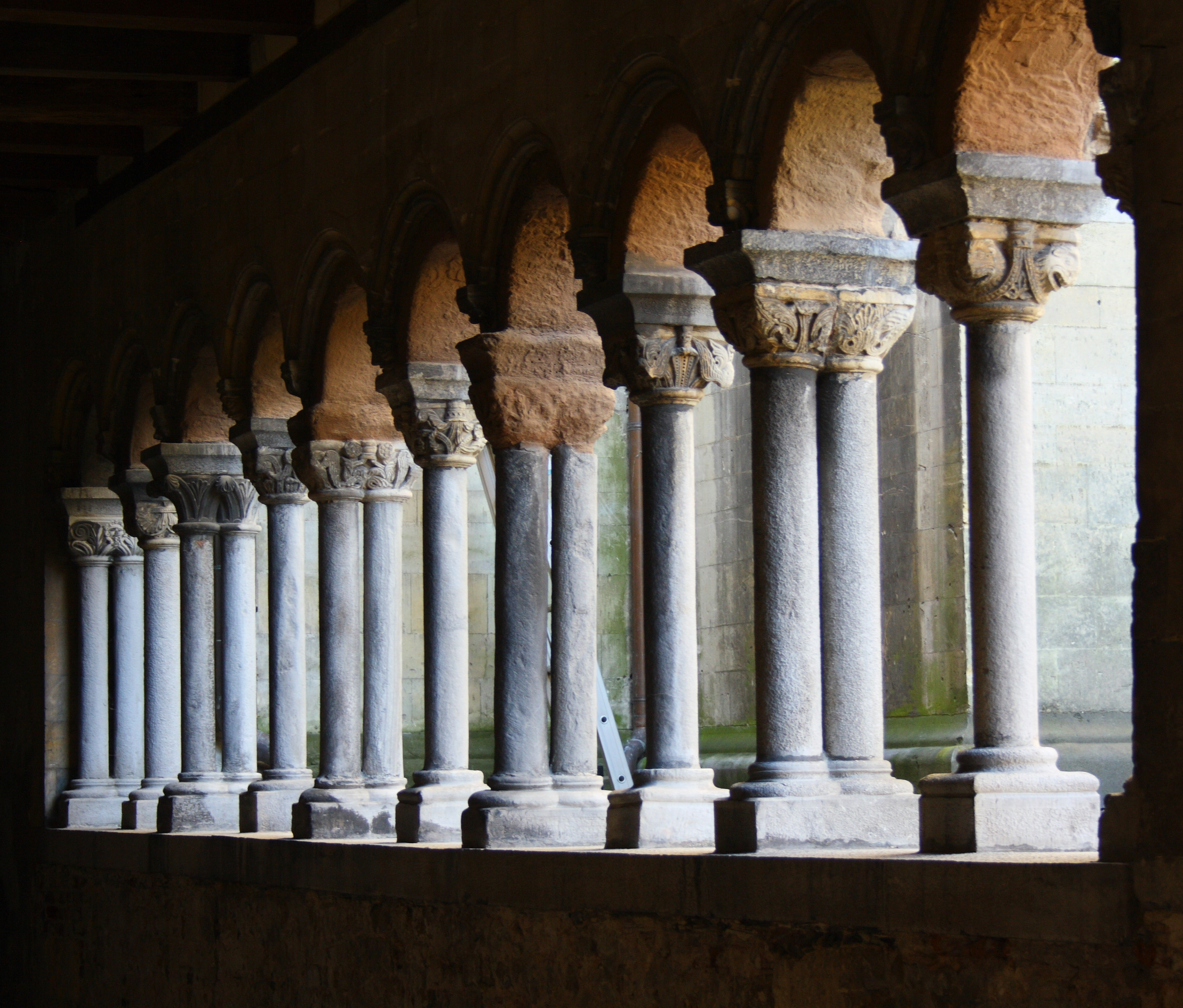
Enkele en dubbele zuilen
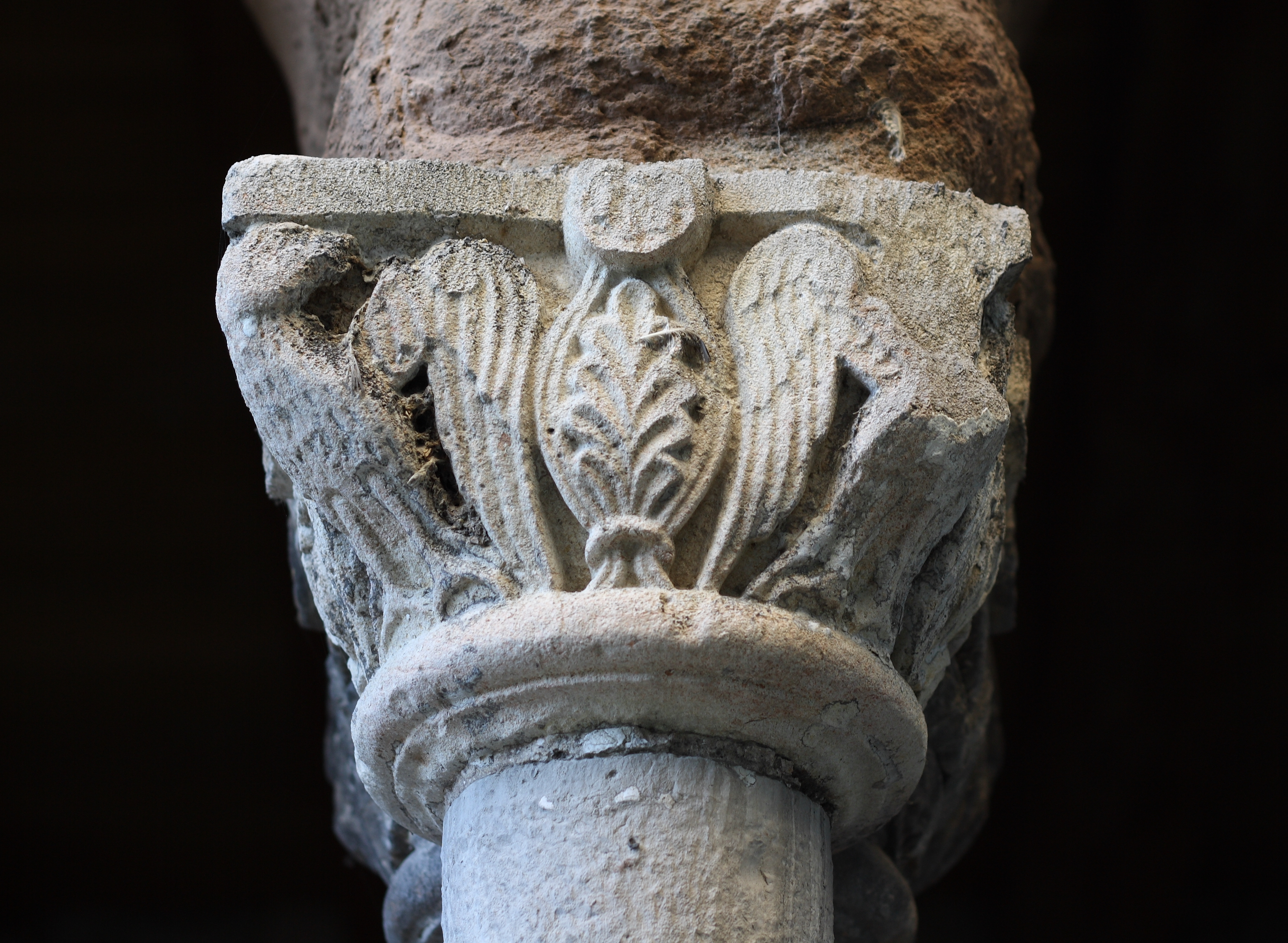
Romaans kapiteel

### Interieur kruisgangkapellen
De zestiende-eeuwse kapellen aan het einde van de noordelijke en zuidelijke kruisgangen zijn gebouwd in laatgotische stijl, wat onder meer te zien is aan het stergewelf in de Allerheiligenkapel. In deze kapel staan enkele Merovingische sarcofagen opgesteld. In de Sint-Annakapel bevindt zich een neogotisch venster waarop scènes uit het leven van Sint-Anna zijn afgebeeld.

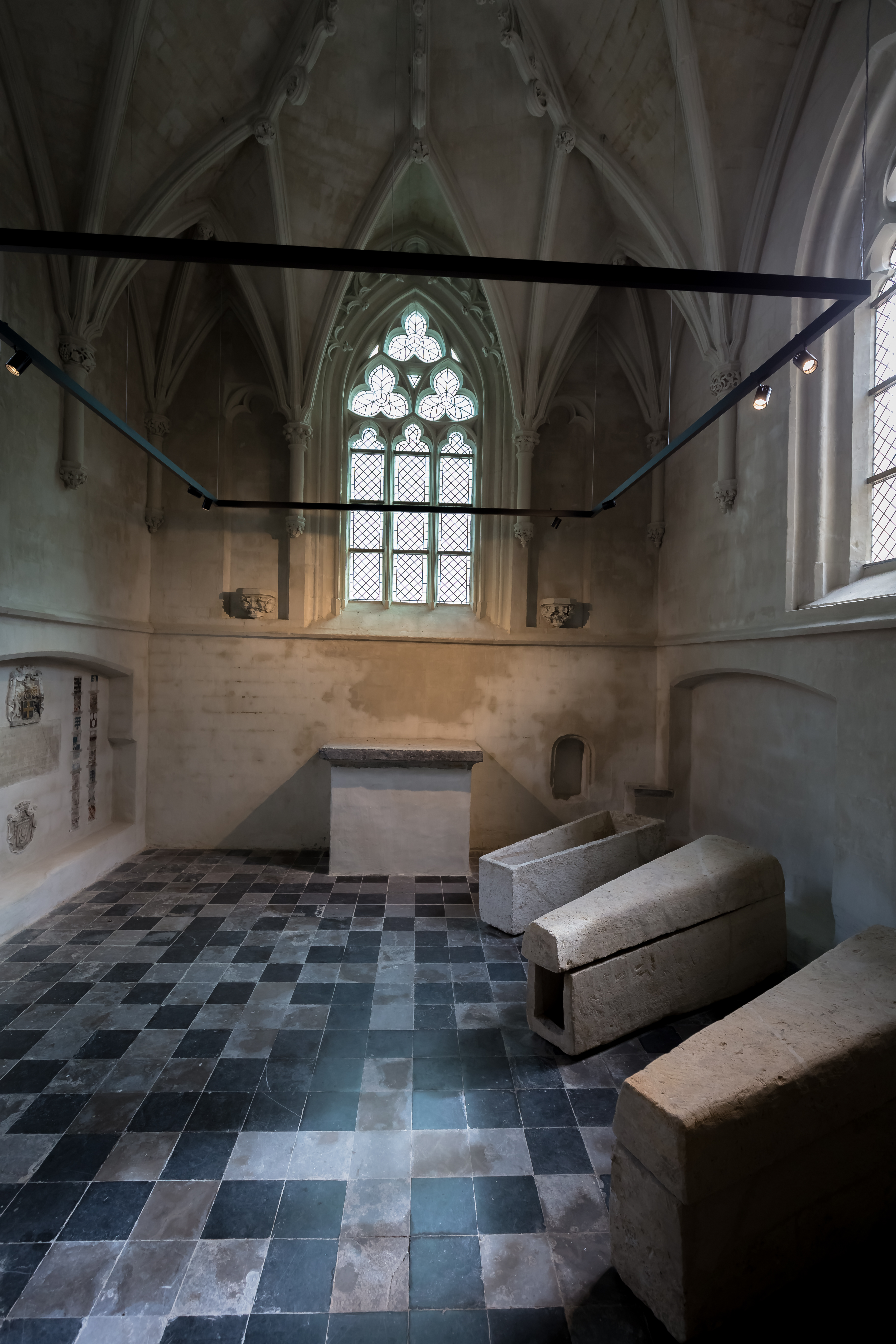
Interieur Allerheiligenkapel
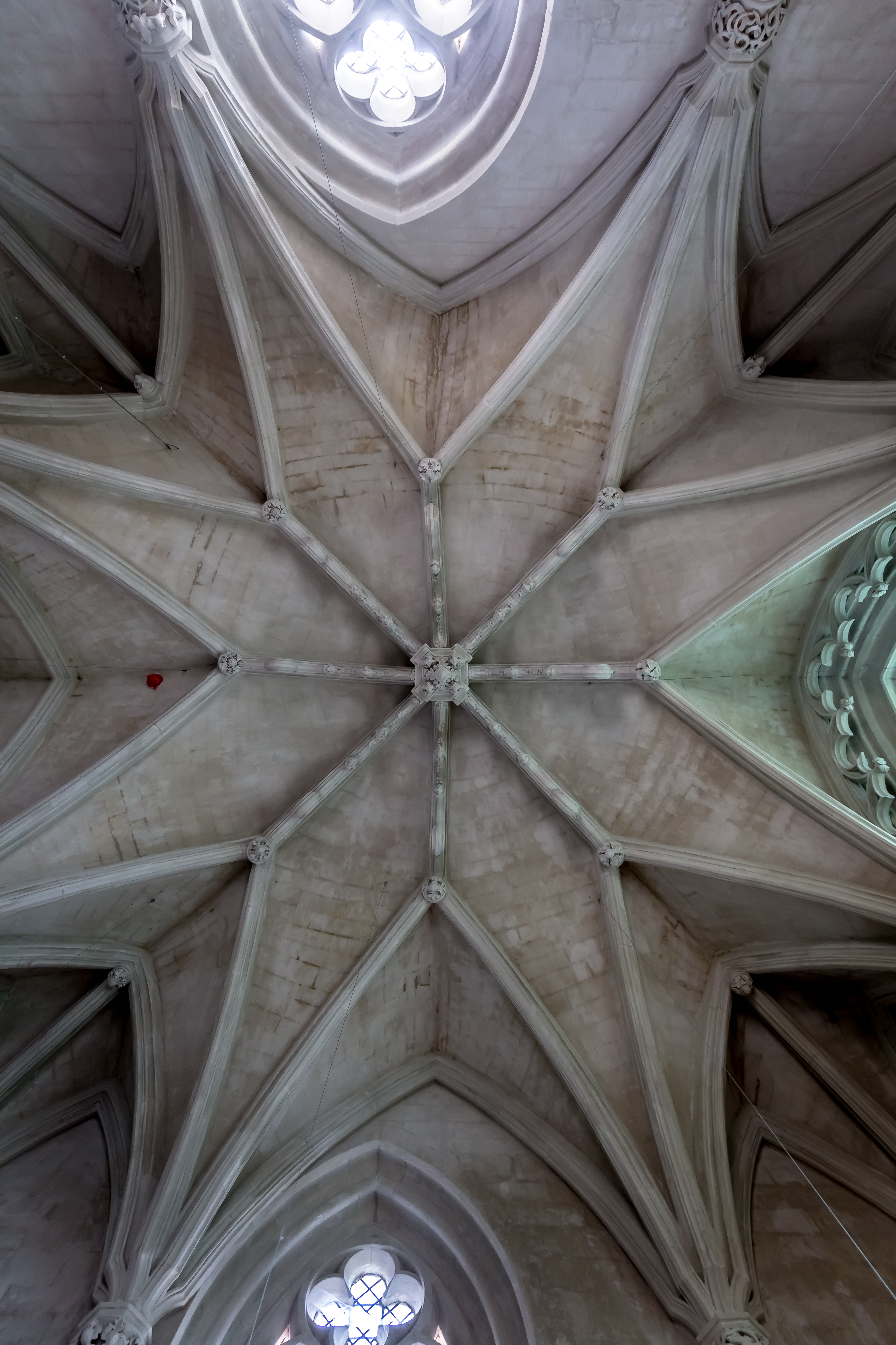
Idem, stergewelf
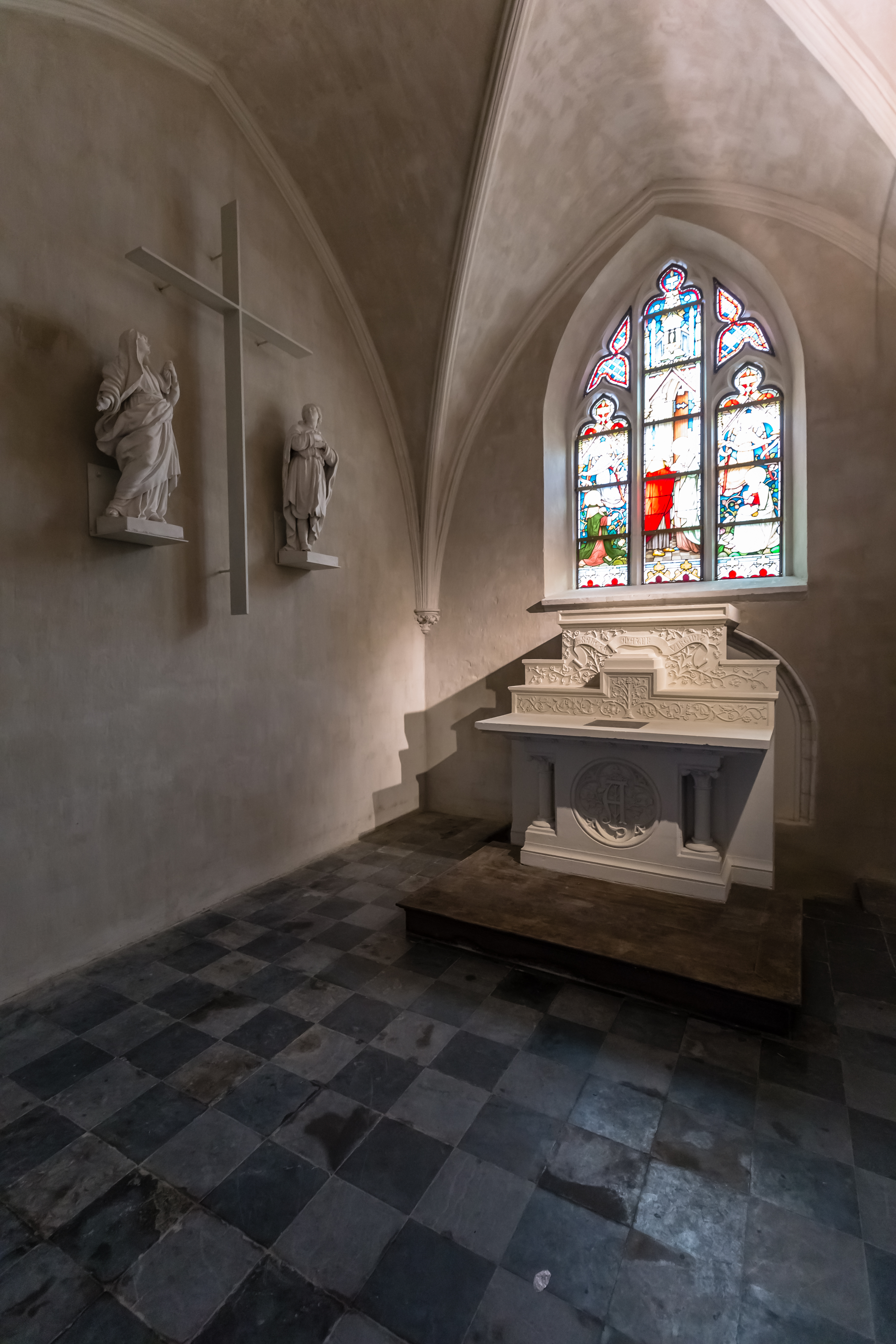
Interieur Sint-Annakapel
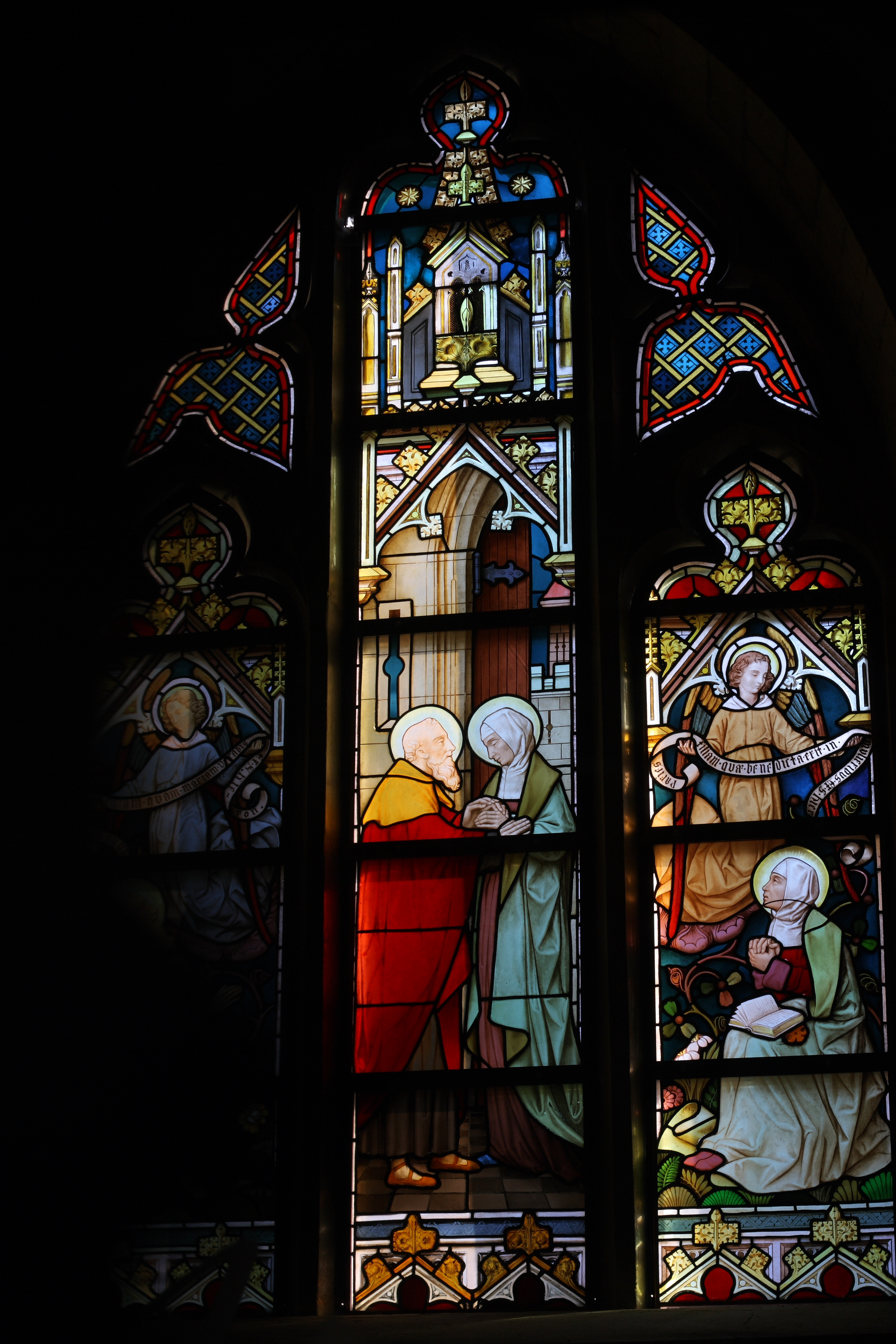
Idem, gebrandschilderd raam